# Szpitale na Woli w czasie powstania warszawskiego
Szpitale na Woli w czasie powstania warszawskiego – na warszawskiej Woli w okresie powstania w 1944 roku funkcjonowały cztery szpitale.
Najbardziej dramatycznym momentem w powstańczych dziejach szpitali wolskich była masowa rzeź mieszkańców dzielnicy dokonana w pierwszych dniach powstania przez oddziały SS i policji niemieckiej. W „czarną sobotę” 5 sierpnia 1944 Niemcy wymordowali personel i pacjentów Szpitala Wolskiego oraz Szpitala św. Łazarza. Dzień później ofiarą masakry padli także pacjenci Szpitala Dziecięcego Karola i Marii. Dzięki odważnej postawie personelu zagłady uniknął natomiast Szpital Zakaźny św. Stanisława. Po kilku dniach udało się także doprowadzić do wznowienia działalności przez Szpital Wolski. Personel obu placówek aż do końca października 1944 niósł pomoc polskiej ludności cywilnej wypędzanej przez Niemców z Warszawy.

## Szpital Wolski

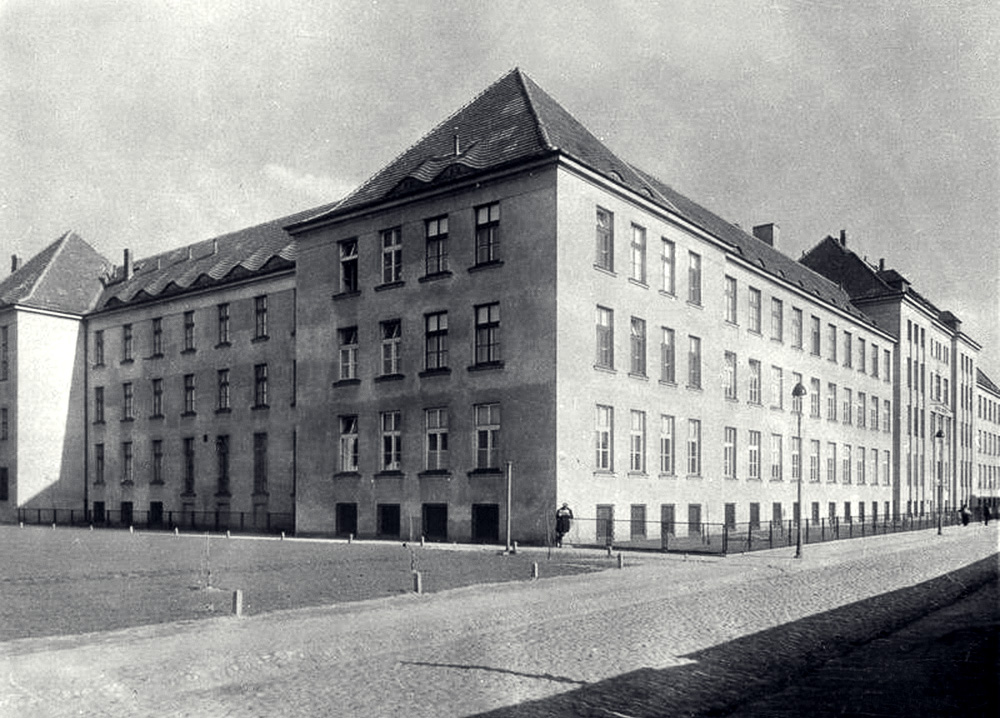
Gmach Szpitala Wolskiego przy ul. Płockiej 26 (obecnie siedziba Instytutu Gruźlicy i Chorób Płuc)

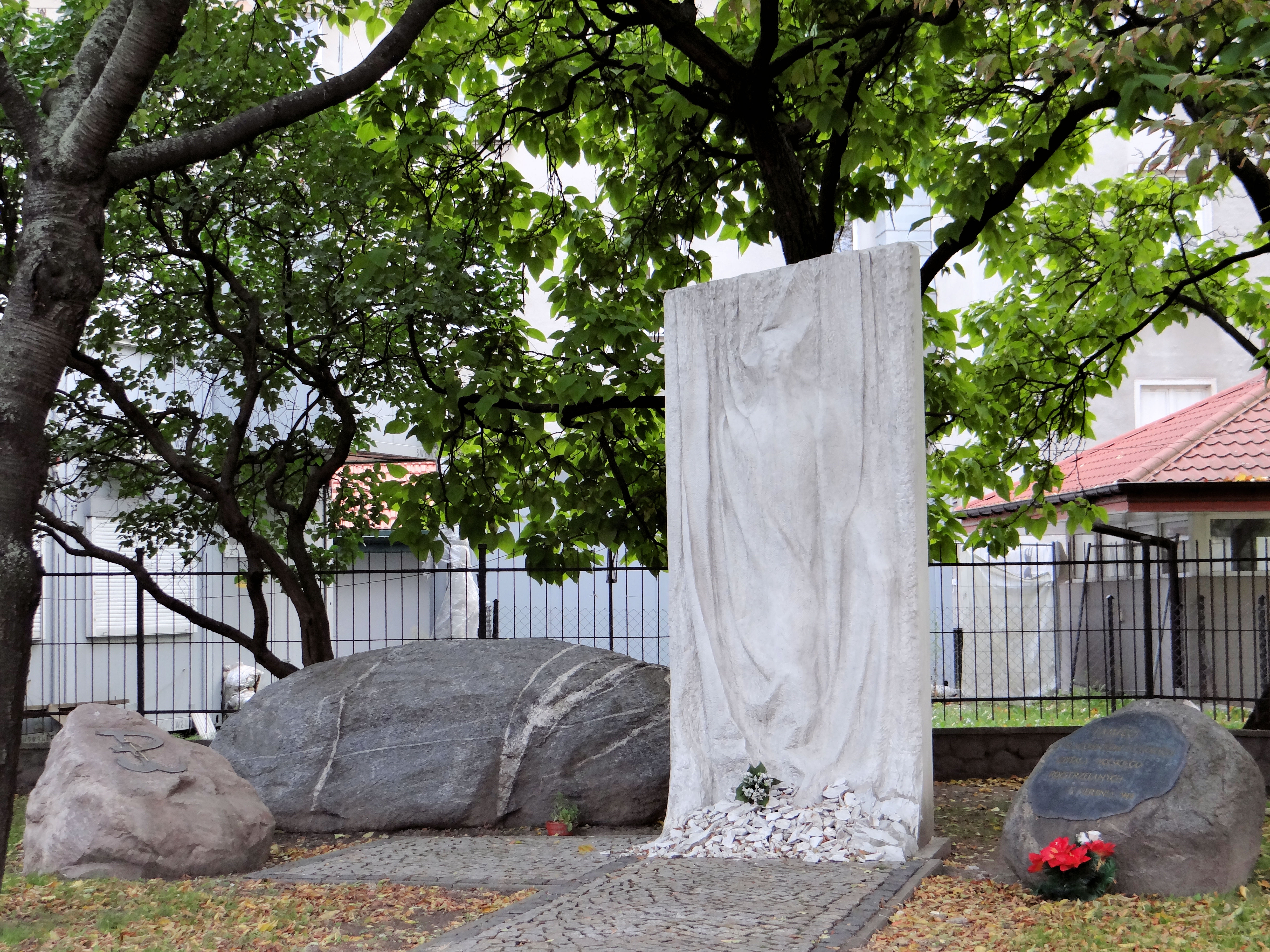
Pomnik upamiętniający ofiary likwidacji Szpitala Wolskiego, stojący przed gmachem Instytutu Gruźlicy i Chorób Płuc

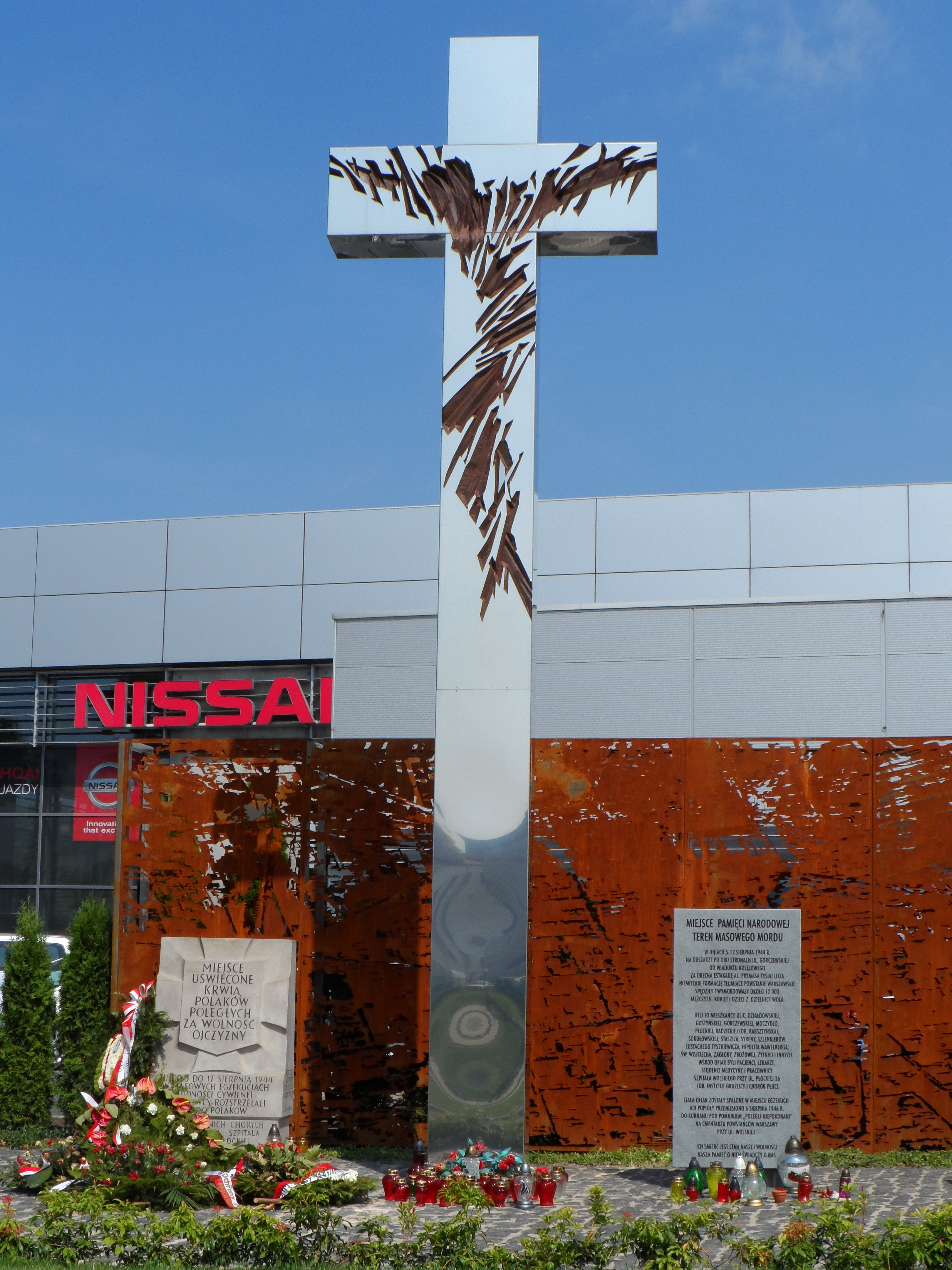
Miejsce pamięci przy ul. Górczewskiej. W czasie rzezi Woli rozstrzelano w tej okolicy nawet do 12 tys. Polaków, w tym 360 pacjentów i pracowników Szpitala Wolskiego

Szpital Wolski mieścił się w gmachu przy ul. Płockiej 26. W okresie niemieckiej okupacji stanowisko dyrektora szpitala, a zarazem ordynatora oddziału chirurgicznego, piastował dr Józef Marian Piasecki. Zarówno dyrektor, jak też wielu innych członków personelu lekarskiego i pomocniczego, aktywnie współpracowali z ruchem oporu. O stopniu zaangażowania personelu w działalność konspiracyjną może świadczyć fakt, iż jesienią 1939 w Szpitalu Wolskim odbywały się odprawy kierownictwa Służby Zwycięstwu Polski. W kolejnych latach szpitalne pomieszczenia służyły jako miejsce spotkań i odpraw m.in. komendzie Okręgu Warszawskiego ZWZ/AK oraz kierownictwu Delegatury Rządu na Kraj. Ponadto w szpitalu na Płockiej prowadzono tajne nauczanie medycyny, przechowywano broń i podziemną prasę, ukrywano Żydów oraz osoby poszukiwane przez Niemców, a także udzielano pomocy medycznej żołnierzom Podziemia rannym w akcjach bojowych. W lutym 1944 tamtejsi lekarze bezskutecznie próbowali uratować życie ppor. Bronisława Pietraszewicza ps. „Lot” – dowódcy akcji i pierwszego wykonawcy wyroku na SS-Brigadeführerze Franzu Kutscherze.
W chwili wybuchu powstania placówka dysponująca 480 łóżkami miała 220 chorych leżących. Spośród członków personelu obecnych było m.in. jedenastu lekarzy oraz grupa studentów i studentek medycyny. Dowództwo Armii Krajowej planowało, że po rozpoczęciu zrywu zbrojnego w stolicy Szpital Wolski stanie się centralnym punktem sanitarnym na Woli. Ponadto przed godziną „W” w szpitalu został sformowany patrol sanitarny, którego zadaniem miało być udzielanie pomocy medycznej żołnierzom AK walczącym na Ulrychowie. W skład patrolu, którym dowodził dr Kazimierz Drozdowski, weszło kilku studentów medycyny oraz kilku pracowników fizycznych szpitala. Ze względu na fakt, iż Niemcy szybko rozbili rozwijające się do natarcia na Ulrychów jednostki Obwodu AK „Wola”, członkowie patrolu byli ostatecznie zmuszeni pozostać na Płockiej. Tymczasem w wyniku pierwszych walk stoczonych 1 sierpnia 1944 Szpital Wolski znalazł się na granicy terenów opanowanych przez powstańców i obszarów pozostających pod kontrolą Niemców. Przez kolejne trzy dni do szpitala stopniowo docierali pracownicy, którym wybuch walk uniemożliwił przybycie na czas do miejsca pracy. Odnotowywano także stały napływ rannych oraz uciekinierów z zajętych przez Niemców kwartałów Woli. Szpital był kilkukrotnie wizytowany przez szefa służb sanitarnych Obwodu AK „Wola”.
5 sierpnia oddziały niemieckie dowodzone przez SS-Gruppenführera Heinza Reinefartha przystąpiły do szturmu na Wolę. Rozpoczęła się jednocześnie masowa rzeź polskiej ludności cywilnej. Tego ranka w bezpośrednim sąsiedztwie szpitala spadło kilka niemieckich bomb lotniczych. Powstańcze dowództwo wysłało do dyrektora Piaseckiego łącznika z poleceniem natychmiastowej ewakuacji szpitala do Śródmieścia. Z powodu braku czasu, a zwłaszcza braku środków transportu pozwalających na wywiezienie kilkuset pacjentów, rozkaz ten był jednak niewykonalny. Niedługo później personel został zawiadomiony, iż niemieccy żołnierze wzywają lekarza na pobliską ul. Wolską. Udał się tam znający doskonale język niemiecki prof. Janusz Zeyland, któremu towarzyszył dr Leon Manteuffel. W trakcie rozmowy niemiecki podoficer ostrzegł polskich lekarzy, iż Wehrmacht nie uczyni im krzywdy, lecz w tym rejonie pojawi się wkrótce SS, a wówczas sytuacja przebywających w szpitalu Polaków „nie będzie do pozazdroszczenia”.
Pierwsi dwaj Niemcy wkroczyli do szpitala przed południem. Interesowali się planem budynku i rozkładem pomieszczeń, lustrując jednocześnie miejsca, skąd powstańcy mieli rzekomo strzelać do niemieckich żołnierzy. Nie znalazłszy dowodów na potwierdzenie swoich oskarżeń, zapytali czy w szpitalu znajdują się ranni żołnierze niemieccy. W tym czasie na Płockiej leczony był tylko jeden Niemiec – żołnierz Wehrmachtu nazwiskiem Schliefacke lub Schliffacke (według innych źródeł – Lübke). Żołnierze zapewnili rannego, iż wkrótce zostanie ewakuowany, informując go jednocześnie, iż szpital zostanie wysadzony w powietrze. Po odejściu Niemców dyrektor Piasecki polecił dr. Zbigniewowi Woźniewskiemu, aby ten natychmiast ostrzegł o niebezpieczeństwie mieszkańców okolicznych domów ukrywających się w piwnicach szpitala. Kilkudziesięciu mężczyzn posłuchało ostrzeżenia i uciekło na teren kontrolowany przez powstańców.
Chwilę później do budynku wkroczyła grupa esesmanów, którym towarzyszyli żołnierze jednego z kolaboracyjnych batalionów azerbejdżańskich. Oficer SS polecił wprowadzić do gabinetu dyrektorskiego dr. Piaseckiego, prof. Zeylanda oraz szpitalnego kapelana, ks. Kazimierza Ciecierskiego. Wszystkim trzem kazano stanąć za biurkiem, po czym oficer zamordował ich strzałami w głowę. Żołnierze zastrzelili także kilku rannych leżących w szpitalnej piwnicy. Następnie zaczęli brutalnie wypędzać z budynku pacjentów oraz członków personelu, czemu niejednokrotnie towarzyszyło bicie oraz grabież cenniejszych przedmiotów osobistych. Miały miejsce wypadki, gdy ze szpitalnych sal wyprowadzano ciężko rannych oraz rekonwalescentów bezpośrednio po operacji (ponad 20 pacjentów musiano wynieść na noszach). Przed szpitalnym budynkiem tłum Polaków uformowano w kolumnę, a następnie pognano w kierunku zachodnim. Szlak przemarszu wiódł ulicami Płocką i Górczewską, między płonącymi budynkami, wśród stosów trupów. Nieopodal wiaduktu kolejowego przebiegającego nad ul. Górczewską żołnierze zaczęli czynić przygotowania do rozstrzelania całej kolumny, lecz prawdopodobnie ze względu na fakt, iż owe działania wywołały w tłumie duże poruszenie, egzekucja została chwilowo odwołana. Grupa ze Szpitala Wolskiego została ostatecznie doprowadzona do hal warsztatów kolejowych przy pobliskiej ul. Moczydło.
W halach na Moczydle zgromadzono już tysiące mieszkańców Woli, którzy w ścisku i w dotkliwym upale, bez wody i żywności, czekali na decyzję o swoim losie. Po przybyciu do hal Polacy przyprowadzeni ze szpitala zostali posegregowani – osobno ustawiono siostry zakonne, świeckie pielęgniarki, lekarzy, lekarki, personel pomocniczy oraz pacjentów płci męskiej i żeńskiej (wraz z rosnącym zatłoczeniem sal podział ten zaczął się jednak zacierać). Około godziny 14:00 – 15:00 z hal zaczęto wyprowadzać mężczyzn i chłopców – rzekomo do pracy przy rozbieraniu barykad i uprzątaniu ulic. Małymi grupkami, zazwyczaj po 10-12 osób, doprowadzano ofiary na pobliskie miejsca kaźni i tam rozstrzeliwano ogniem broni maszynowej. Miejscem masowych egzekucji stały się m.in. bezpośrednie okolice warsztatów, podwórze domu przy ul. Górczewskiej 51, fabryka kotłów „Simplex” przy ul. Górczewskiej 53, a przede wszystkim – podwórko kamienicy położonej przy zbiegu ul. Górczewskiej z nieistniejącą obecnie ul. Zagłoby (nieopodal torów kolejowych). Około godziny 16:30, gdy większość zdrowych i zdolnych do pracy mężczyzn wyprowadzono już z hal, Niemcy zaczęli wywoływać pozostałych mężczyzn – w tym pacjentów oraz członków personelu Szpitala Wolskiego. W jednej z ostatnich grup wyprowadzono na stracenie lekarzy i studentów medycyny. Egzekucje trwały do późnych godzin wieczornych. Historycy oceniają, że w rejonie ul. Górczewskiej i Moczydła zamordowano w tych dniach co najmniej 4,5 tys. mieszkańców dzielnicy. Według niektórych źródeł liczba ofiar mogła sięgnąć nawet 12 tys.

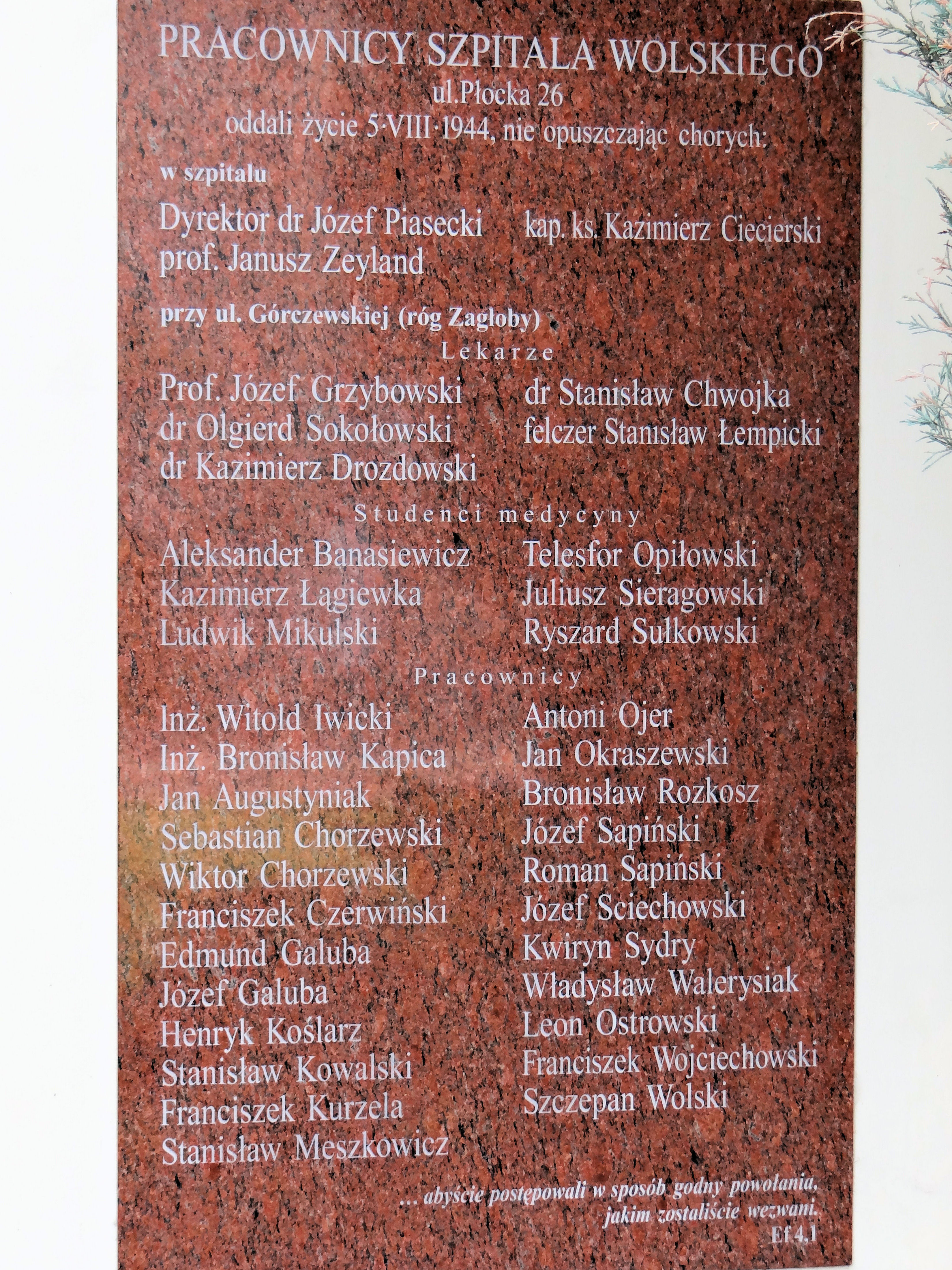
Tablica upamiętniająca zamordowanych lekarzy i pracowników Szpitala Wolskiego. Plac Męczenników Warszawskiej Woli

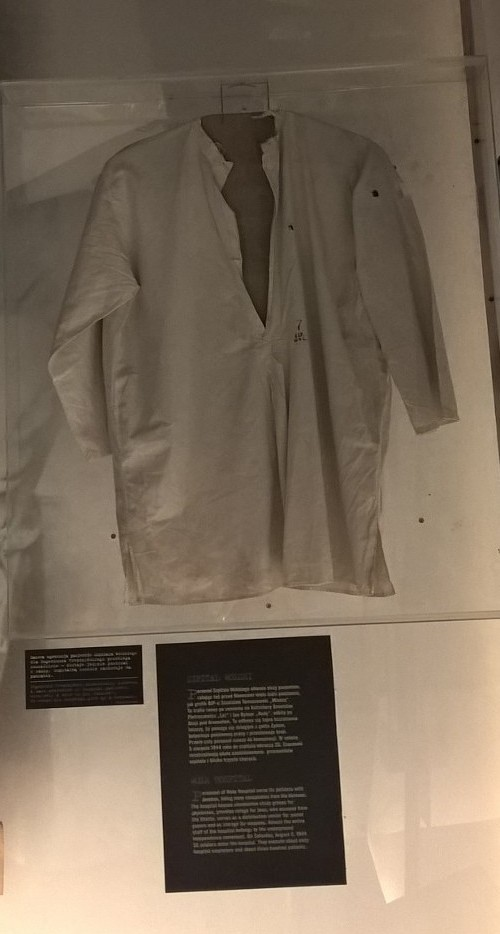
Przestrzelona koszula należąca do Eugeniusza Trepczyńskiego, pracownika Szpitala Wolskiego ocalałego z masakry w dniu 5 sierpnia. Muzeum Powstania Warszawskiego

Likwidacja Szpitala Wolskiego dokonana w „czarną sobotę” 5 sierpnia 1944 przyniosła łącznie ponad 360 ofiar. Rejestr miejsc i faktów zbrodni popełnionych przez Niemców w czasie powstania warszawskiego podaje, że w gronie rozstrzelanych znalazło się 300 pacjentów oraz 60 członków personelu medycznego i pomocniczego. Zamordowano sześciu lekarzy – obok dr. Piaseckiego i prof. Zeylanda zginęli: prof. dr med. Józef Grzybowski, dr med. Olgierd Sokołowski, dr Stanisław Chwojka oraz dr Kazimierz Drozdowski. Rozstrzelano wieloletniego felczera Szpitala Wolskiego, Stanisława Łempickiego, oraz dwudziestu trzech znanych z nazwiska członków pomocniczego personelu męskiego. Z rąk Niemców zginęło także sześciu „zaorszczaków” – tj. uczestników konspiracyjnych studiów medycznych prowadzonych pod szyldem legalnie działającej Prywatnej Szkoły Zawodowej dla Pomocniczego Personelu Sanitarnego doc. Jana Zaorskiego. Byli to: Aleksander Banasiewicz, Kazimierz Łągiewka, Ludwik Mikulski, Telesfor Opiłowski, Juliusz Sieragowski i Ryszard Sułkowski (wszyscy oni odbywali praktyki w Szpitalu Wolskim). Spośród pacjentów oraz osób przebywających na terenie szpitala zginęli m.in. ks. Józef Rzychoń ze Zgromadzenia Księży Misjonarzy (w latach 1937–1940 prefekt śląskiego seminarium duchownego z siedzibą w Krakowie) oraz Antoni Braunschweig (alumn warszawskiego seminarium duchownego).
Tylko nieliczni spośród wyprowadzonych ze szpitala mężczyzn zdołali przeżyć rzeź Woli. Z grupy prowadzonych na stracenie lekarzy i studentów ocalał „zaorszczak” Jan Napiórkowski, który zdołał w ostatniej chwili uciec z miejsca kaźni. Dwaj pacjenci, ks. Bernard Filipiuk i Eugeniusz Trepczyński, przeżyli egzekucję i ukryli się pod stosem trupów. W podobny sposób ocalał również pracownik szpitala Wacław Dąbrowski. Wśród sióstr szarytek ukrył się w przebraniu zakonnicy ks. Marian Chwilczyński. Pacjenta posługującego się nazwiskiem Jan Bęcwałek ocalił z kolei status volksdeutscha. Chirurdzy Leon Manteuffel i Stefan Wesołowski, a wraz z nimi pielęgniarki Barbara Warda i Irena Dobrzańska, zostali wyciągnięci z prowadzonej na Moczydło kolumny i zabrani do pracy na niemieckim punkcie opatrunkowym. Wkrótce obu lekarzy odwieziono w rejon wiaduktu kolejowego nad ul. Wolską (dr Manteuffel podawał, iż było to podwórze fabryki Kirchmajera i Marczewskiego przy ul. Wolskiej 79/81), gdzie spotkali jeszcze troje pracowników Szpitala Zakaźnego św. Stanisława. Niemcy początkowo nie wiedzieli co uczynić z przyprowadzonymi Polakami, jeden z podoficerów SS stwierdził wręcz, iż „zgodnie z poleceniem führera” należałoby ich „posłać do diabła”. Ostatecznie ze sztabu Reinefartha przyszedł jednak rozkaz odstawienia całej grupy do Szpitala św. Stanisława.
Wieczorem 5 sierpnia SS-Obergruppenführer Erich von dem Bach-Zelewski doprowadził do uchylenia rozkazu Hitlera przewidującego wymordowanie całej ludności Warszawy bez względu na wiek i płeć. Rankiem 6 sierpnia Niemcy wyprowadzili z hal na Moczydle blisko 4 tys. ocalałych z rzezi mieszkańców Woli, których następnie pognali pieszo w kierunku zachodnim. W kolumnie tej znalazł się żeński personel Szpitala Wolskiego oraz ocalali pacjenci. Po blisko półtoragodzinnym marszu kolumnę wprowadzono na teren Fortu Bema. Zanim to nastąpiło z tłumu zdołała się jednak wymknąć pielęgniarka Anna Wielowieyska. Zaalarmowała ona mieszkańców pobliskiej wsi Jelonki, którzy pospieszyli z pomocą warszawskim uchodźcom, znosząc wodę, mleko i żywność. Wkrótce Niemcy zgodzili się wypuścić na wolność matki z małymi dziećmi, dzięki czemu fort zdołało opuścić blisko 400 osób, w tym niemal wszystkie młode lekarki i studentki. Korzystając z faktu, iż załogę fortu stanowili żołnierze Wehrmachtu, dr Janina Misiewicz zwróciła się z prośbą o zwolnienie wszystkich pacjentów i członków personelu szpitalnego. Wsparł ją sołtys Jelonek Marian Klimaszewski, który zaoferował, iż jego wieś zapewni szpitalowi wyżywienie i dach nad głową. Po pewnym wahaniu niemiecki komendant przychylił się do tych próśb. Do końca dnia rozlokowano we wsi 140 pacjentów oraz 92 członkinie szpitalnego personelu (4 lekarki, 8 studentek, 34 szarytki, 4 pielęgniarki dyplomowane, 42 pracownice fizyczne). Przy tej okazji z fortu wydostało się również wielu zdrowych uchodźców, których szpitalny personel ucharakteryzował na osoby ranne i chore.

### Losy szpitala po 5 sierpnia
Mimo wcześniejszych zapowiedzi Niemcy nie wysadzili Szpitala Wolskiego. Prawdopodobnie zadecydował o tym fakt, iż jedną z pacjentek była żona bogatego kupca posługującego się nazwiskiem Jan Laski vel Łaski. Człowiek ten podawał się za obywatela III Rzeszy, lecz w rzeczywistości był polskim Żydem, który większość życia spędził w Niemczech (Żydówką była także jego żona). Przez pewien czas Lascy przebywali w getcie warszawskim, skąd zdołali się jednak wydostać. Dzięki wysokim łapówkom płaconym regularnie warszawskiemu Gestapo Laski zapewnił bezpieczeństwo sobie i żonie, a także uzyskał dokument poświadczający, iż jest osobą „ważną dla niemieckiego wysiłku wojennego”. Gdy 5 sierpnia rozpoczęła się likwidacja szpitala, Laski zaczął głośno protestować w języku niemieckim, czym zwrócił na siebie uwagę jednego z oficerów. Niemiec zapoznawszy się z dokumentami kupca, postanowił odwieźć go do sztabu, na co ten przystał pod warunkiem, iż jego ciężko chorej żonie zostanie zapewniona opieka i ochrona. Oficer pozostawił więc przy kobiecie niemieckiego wartownika, podczas gdy opiekunem chorej został na jej życzenie dr Zbigniew Woźniewski (w ostatniej chwili wyciągnięty z kolumny prowadzonej na Moczydło). Tymczasem Laski udał się do niemieckiego sztabu, gdzie dowodzący na tym odcinku mjr Max Reck wydał mu zezwolenie na swobodne przejście przez wszystkie niemieckie punkty kontrolne. Ewakuacja małżeństwa Laskich z Warszawy była jednak chwilowo niemożliwa, stąd Niemcy odłożyli spalenie i wysadzenie szpitala.
Doktor Woźniewski zorientował się wkrótce, iż nie jest jedynym pozostającym w szpitalu Polakiem. „Opróżnianie” budynku Niemcy przeprowadzili bardzo pośpiesznie, stąd nie sprawdzili dokładnie jednego ze skrzydeł, gdzie znajdował się oddział gruźliczy, oraz dwie sale, w których leżało kilku rannych powstańców. Chwilowo pozostawili także w szpitalu część pacjentów niezdolnych do poruszania się o własnych siłach. W rezultacie rankiem 6 sierpnia na Płockiej przebywało wciąż 98 pacjentów, w tym 34 kobiety. Spośród członków personelu w budynku pozostały salowe Jadwiga Zubkowicz i Maria Śliwińska oraz szarytka Lucyna Lange. Rozstrzelania uniknął także kierownik szpitalnej kancelarii, nazwiskiem Wójcicki, który ukrył się w stercie węgla. Tymczasem w nocy 5/6 sierpnia ogień z podpalonych domów w sąsiedztwie przerzucił się na przylegającą do szpitalnego budynku szopę z węglem i drewnem. Woźniewski, Laski oraz trzy kobiety spędzili całą noc na walce z pożarem. Akcja gaśnicza była przy tym o tyle utrudniona, iż musieli oni zachowywać się możliwie cicho, aby nie zwrócić uwagi Niemców, którzy mogliby wymordować pozostających w budynku pacjentów. Chcąc dostać się niepostrzeżenie do miejsca gdzie składowano gaśnice kobiety musiały zjeżdżać w dół klatki schodowej po poręczach.
6 sierpnia Niemcy zorganizowali w Szpitalu Wolskim swój punkt sanitarny. Tego samego dnia w godzinach popołudniowych do szpitala doprowadzono personel oraz ocalałych pacjentów ze spalonego Szpitala Karola i Marii przy ul. Leszno. Ponadto 6 sierpnia na Płocką powróciły pielęgniarki Barbara Warda i Irena Dobrzańska, które w chwilach wolnych od pracy na niemieckim punkcie opatrunkowym włączały się w zajęcia szpitalne. Przybycie grupy lekarzy i pielęgniarek umożliwiło roztoczenie pełnej opieki nad pacjentami, których liczba wzrosła już do 189 (w tym 36 dzieci). Do szpitala zaczęli także docierać ocaleni z rzezi mieszkańcy Woli, w tym wielu rannych. W związku ze wznowieniem działalności przez Szpital Wolski dr Woźniewski objął funkcję p.o. dyrektora („lekarza naczelnego”), podczas gdy kierownictwo oddziału chirurgicznego objął dr Tadeusz Hroboni ze Szpitala Karola i Marii (zastąpiony 9 września przez dr. Leona Manteuffla). Stanowisko przełożonej pielęgniarek objęła Wanda Moenke. W kolejnych tygodniach personel Szpitala Wolskiego powiększał się dzięki napływowi lekarzy, pielęgniarek oraz sióstr miłosierdzia ze zdobytych przez Niemców dzielnic Warszawy. 8 sierpnia dr Woźniewski zdołał także nawiązać kontakt z dr Janiną Misiewicz i jej zespołem, przebywającymi od dwóch dni w Jelonkach.

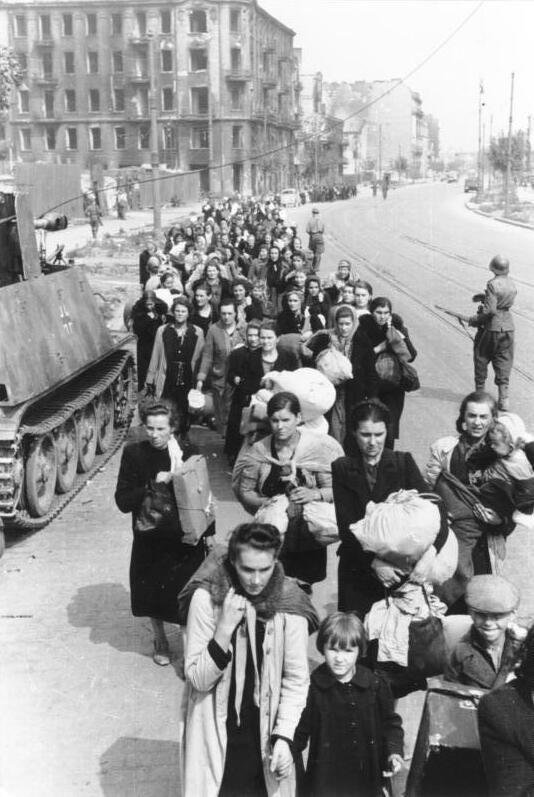
Polska ludność cywilna prowadzona ul. Wolską. Setki podobnych uchodźców znalazły opiekę i ochronę w Szpitalu Wolskim

Przez Wolę wiódł w tym czasie najważniejszy szlak, którym Niemcy wyprowadzali z miasta polską ludność cywilną. Zazwyczaj wygnańców pędzono ulicami dzielnicy do zamienionego na punkt zborny kościoła św. Wojciecha przy ul. Wolskiej 76, a następnie po krótkim postoju wywożono przez Dworzec Zachodni do obozu przejściowego w Pruszkowie. Doktor Woźniewski przystąpił energicznie do organizowania pomocy dla rannych, chorych i wyczerpanych. Dzięki jego wysiłkom Szpital Wolski stał się – wedle słów dr. Stefana Wesołowskiego – „względnie bezpieczną wyspą dla warszawskich rozbitków”. Lokowano tam m.in. pacjentów szpitali oraz pensjonariuszy zakładów opiekuńczych ze zdobytych przez Niemców dzielnic Warszawy (Stare Miasto, Powiśle, niektóre kwartały Śródmieścia). Z powodu ogromnej liczby potrzebujących szpital niemal stale pozostawał przepełniony. We wrześniu liczba przebywających tam osób przekroczyła 900. Doktor Leon Manteuffel twierdził, że w szczytowych momentach szpital liczący 500 łóżek mieścił około 2 tys. pacjentów – nie licząc członków personelu, czy zdrowych uchodźców.
Pomoc niesiona wysiedleńcom nie ograniczała się jednak do kwestii czysto medycznych. Szpital Wolski miał bowiem prawo samodzielnie ewakuować z Warszawy chorych i rannych – z pominięciem nieuniknionej w innych wypadkach „selekcji” w obozie przejściowym w Pruszkowie. Dzięki odwadze i pomysłowości pracowników szpitala udało się ocalić setki warszawiaków przed deportacją do obozów koncentracyjnych lub wywózką na roboty przymusowe w Niemczech. W gronie osób, które znalazły azyl na terenie szpitala było wiele osób zasłużonych dla polskiej nauki i kultury (m.in. Maria Rodziewiczówna i Zofia Kossak-Szczucka). Ocaleli w ten sposób także liczni duchowni oraz zakonspirowani powstańcy. Począwszy od 7 września dr Woźniewski pod pretekstem „inspekcji sanitarnej” regularnie odwiedzał kościół św. Wojciecha, skąd mimo nadzoru gestapowców z tzw. Sonderkommando „Spilker” zdołał wydostać wielu uwięzionych. Najbardziej spektakularna akcja miała miejsce 23 września, kiedy to dr Woźniewski i jego współpracownicy wbrew zakazom Niemców ewakuowali z kościoła 20 żołnierzy AK wziętych do niewoli na Powiślu Czerniakowskim. Janina Pecyna-Sielewicz szacowała, że pracownikom szpitala udało się wydostać z kościoła św. Wojciecha aż 510 uchodźców. To samo źródło podaje, iż między 15 sierpnia a 25 października 1944 personel placówki własnymi siłami ewakuował z Warszawy 1220 osób.

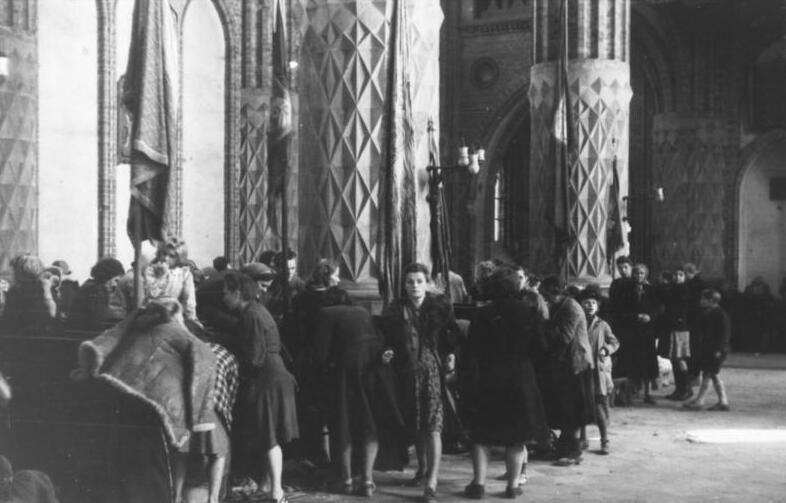
Obóz przejściowy w kościele św. Wojciecha przy ul. Wolskiej

Możliwości niesienia pomocy wygnańcom znacznie się zwiększyły, gdy po upadku Starego Miasta (2 września) na punkt zborny w kościele św. Wojciecha trafił student medycyny Edward Kowalski. Zdołał on po kilku dniach nawiązać kontakt z pracownikami Szpitala Wolskiego i przy ich pomocy zorganizował w kościele sprawnie działający punkt sanitarny. Kowalski i jego grupa sanitarna, złożona z felczera i ośmiu sanitariuszek, dostarczali uchodźcom leki i żywność oraz w razie potrzeby udzielali pierwszej pomocy medycznej. Poważniejsze przypadki kierowano do Szpitala Wolskiego. Swoboda działania grupy Kowalskiego znacznie się zwiększyła po wizycie delegacji Międzynarodowego Czerwonego Krzyża, która 10 września zbadała warunki panujące w kościele.
Personel Szpitala Wolskiego borykał się w tym okresie z licznymi trudnościami i niebezpieczeństwami. Nie mogąc liczyć na pomoc ze strony Niemców, musiano na własną rękę uzupełniać zapasy żywności. Początkowo zdobywano ją w obrębie Woli, m.in. w częściowo spalonym „Domu Zakonnic” przy ul. Górczewskiej 9. Później zaczęto organizować wyprawy aprowizacyjne poza Warszawę, zwłaszcza do Pruszkowa i Ożarowa Mazowieckiego. Za źródło wody mogła służyć wyłącznie znajdująca się w ogrodzie studnia. Poważnym wyzwaniem było ponowne uruchomienie kotłowni, której sprawne funkcjonowanie było niezbędne dla zapewnienia szpitalowi ogrzewania i umożliwienia stałej pracy kuchni. Wobec nieustannych grabieży konieczne było staranne ukrywanie wyposażenia szpitalnego oraz zapasów odzieży i materiałów opatrunkowych. Wiele odwagi i umiejętności dyplomatycznych wymagało także zapewnienie budynkowi ochrony przed niemieckimi jednostkami niszczycielskimi podpalającymi sąsiednie domy, a pacjentom i personelowi – ochrony przed maruderami ze wschodnich jednostek kolaboracyjnych. Zagrożenie zwiększyło się w szczególności po 24 sierpnia, gdy niemiecki punkt sanitarny, którego obecność zapewniała dotąd szpitalowi względne bezpieczeństwo, przeniósł się do gmachu sądów na Lesznie. W połowie września Niemcy po raz pierwszy zapowiedzieli ewakuację szpitala z Warszawy. Chwilowo odstąpili jednak od tego zamiaru, a w wyznaczonym dniu zamiast wozów ewakuacyjnych przysłano na ul. Płocką personel i pacjentów z trzech śródmiejskich szpitali (18 września).
Kapitulacja powstania i zakończenie przez Niemców akcji wysiedlenia mieszkańców stolicy oznaczały również koniec działalności Szpitala Wolskiego. 17 października 1944 pełnomocnik władz niemieckich ds. ewakuacji szpitali warszawskich, dr Otto Lambrecht, zapowiedział, iż w ciągu kilku dni Szpital Wolski zostanie zlikwidowany. W tym czasie na Płockiej przebywało jeszcze ok. 600 osób, w tym 456 rannych i chorych. Kierownictwo placówki przystąpiło do stopniowej ewakuacji pacjentów oraz sprzętu szpitalnego do ośrodków w Podkowie Leśnej, Pszczelinie i Olszance. Kilkuset rannych i chorych skierowano także pociągiem ewakuacyjnym do Krakowa. Do 24 października Szpital Wolski opuścili wszyscy pacjenci, wywieziono także część wyposażenia. Na Płockiej pozostało jedynie 21 pracowników z dr. Woźniewskim na czele, którzy oczekiwali na podstawienie obiecanych przez dr. Lambrechta samochodów (miały one wywieźć resztki szpitalnego wyposażenia). 28 października o godzinie 13:00 w szpitalu pojawił się jednak niemiecki żołnierz, który oznajmił, że w ciągu dwóch godzin polski personel musi bezwzględnie opuścić placówkę. Trzy dni wcześniej zaczął obowiązywać zakaz przebywania osób cywilnych na terenie Warszawy, na skutek czego grupka Polaków została zatrzymana przez niemieckich żandarmów na jednym z punktów kontrolnych. Pracowników szpitala ocaliła wówczas przed rozstrzelaniem interwencja w niemieckim „sztabie ewakuacyjnym”, gdzie dr Woźniewski spotkał znanego sobie urzędnika.

### Podwarszawskie filie Szpitala Wolskiego
Od 6 sierpnia w podwarszawskich Jelonkach funkcjonowała filia Szpitala Wolskiego kierowana przez dr Janinę Misiewicz. 140 pacjentów ewakuowanych z hal na Moczydle rozlokowano w remizie strażackiej, w opuszczonym domu należącym do volksdeutscha Kundta oraz w domach prywatnych należących do polskich gospodarzy. W tych ostatnich znaleźli również schronienie członkowie szpitalnego personelu. W miejscowym przedszkolu zorganizowano kuchnię. Błyskawicznie utworzono również ambulatorium, z którego korzystała m.in. ludność Jelonek. Warunki, w jakich pracować musiał personel szpitala były jednak niezwykle trudne – brakowało żywności, leków, środków opatrunkowych, sprzętu medycznego, a nawet naczyń i sztućców dla szpitalnej kuchni. W tych okolicznościach nieocenioną pomocą było różnorakie wsparcie świadczone przez mieszkańców Jelonek, których ofiarność zgodnie podkreślają wspomnienia i relacje pracowników szpitala. Ponadto już 8 sierpnia pielęgniarka Anna Wielowieyska zdołała nawiązać kontakt ze szpitalem na Płockiej, skąd furami przywożono odtąd niezbędny sprzęt i fundusze ze szpitalnej kasy. Tą samą drogą dr Woźniewski i jego zespół wywozili z Warszawy pacjentów oraz osoby zdrowe ukrywające się na terenie szpitala. Wobec nieustannego napływu uchodźców rosła liczba pacjentów filii w Jelonkach (11 sierpnia było już ich ok. 160). Mimo ofiarności miejscowej ludności Jelonki nie były w stanie wyżywić i przechować tak wielkiej liczby potrzebujących. W dodatku wieś znajdowała się zbyt blisko walczącej Warszawy, co narażało pacjentów i personel na niemieckie represje. W tej sytuacji dr Misiewicz postanowiła znaleźć nową lokalizację dla szpitala, a Jelonki przekształcić w punkt ambulatoryjny oraz swego rodzaju „stację tranzytową” łączącą nową siedzibę ze szpitalem na Płockiej. Przy wsparciu kierownictwa Ośrodka Zdrowia w Pruszkowie udało się wyjednać w sołectwie w Hellenowie przeznaczenie na cele szpitalne budynku kasyna w Podkowie Leśnej (11 sierpnia). Już następnego dnia rozlokowano tam pierwszy transport ze szpitala w Jelonkach, liczący 50 chorych oraz 21 członków personelu z dr Wiwą Jaroszewicz na czele. 17 sierpnia do Podkowy dotarła kolejna grupa pacjentów i pracowników, licząca łącznie ok. 100 osób. W Jelonkach pozostało jedynie 70 chorych oraz 19 członków personelu pod kierownictwem dr Haliny Krzywiec.
Słuszność decyzji podjętej przez dr Misiewicz potwierdziła się bardzo szybko. 18 sierpnia Niemcy urządzili w Jelonkach wielką łapankę, w której wyniku wywieziono do obozu w Pruszkowie niemal wszystkich przebywających we wsi młodych mężczyzn i kobiety. Ofiarą łapanki padło również pięć zatrudnionych w szpitalu sióstr szarytek, które już następnego dnia zostały jednak uwolnione i skierowane do pracy w placówce w Podkowie Leśnej. W kolejnych dniach do tamtejszego szpitala zaczęto także stopniowo przewozić ostatnich chorych z Jelonek. W międzyczasie w Jelonkach zakwaterował oddział „Kałmuków”, którzy dopuszczali się nieustannych grabieży oraz gwałtów na kobietach (jedynie członkinie personelu szpitalnego cieszyły się względnym immunitetem). Działalność filii Szpitala Wolskiego w Jelonkach zakończyła się ostatecznie 7 września, gdy Niemcy doszczętnie spalili wieś, a jej mieszkańców wywieźli do obozu w Pruszkowie. Pozostających jeszcze w Jelonkach pacjentów i członków szpitalnego personelu przewieziono do Podkowy Leśnej.
Szpital w Podkowie Leśnej funkcjonował początkowo w budynku miejscowego kasyna prowadzonego przez volksdeutschów Kłaczyńskich. Na cele szpitalne zajęto dwie duże sale restauracyjne, kuchnię oraz kilka mniejszych pomieszczeń. Początkowo Rada Główna Opiekuńcza traktowała tę placówkę jako podległą sobie jednostkę i z tego względu powierzyła jej kierownictwo wskazanym przez siebie lekarzom. Już 16 sierpnia szpital w Podkowie Leśnej został jednak oficjalnie uznany za filię Szpitala Wolskiego. Dr Janina Misiewicz objęła tym samym funkcję kierownika placówki, podczas gdy dr Wiwie Jaroszewicz przypadło stanowisko ordynatora. Szybko okazało się, że kasyno nie będzie w stanie pomieścić wszystkich pacjentów. Kierownictwo szpitala zdołało wówczas wyjednać w RGO i w sołectwie w Helenowie przeznaczenie na cele szpitalne willi „Krychów” należącej do dyrektora Elektrycznej Kolei Dojazdowej, Tadeusza Baniewicza (16 sierpnia). Z powodu trudnych warunków materialnych filia w Podkowie Leśnej funkcjonowała przez wiele tygodni w sposób prowizoryczny. We wrześniu, a zwłaszcza w październiku 1944, do Podkowy Leśnej zaczęły jednak docierać transporty ze sprzętem medycznym ewakuowanym ze szpitala na Płockiej. Możliwe stało się dzięki temu zorganizowanie oddziału chirurgicznego (50 łóżek), oddziału dla chorych na gruźlicę i choroby wewnętrzne (100 łóżek), laboratorium, oraz pracowni rentgenowskiej. Miejscowa ludność okazała się znacznie mniej ofiarna niż mieszkańcy Jelonek, wszechstronną pomocą służyli natomiast szpitalowi kolejarze EKD. Zaopatrzenie w żywność, opał, leki i środki opatrunkowe uzyskiwano m.in. dzięki zabiegom w oddziale RGO w Podkowie Leśnej, w sołectwie gminy Helenów, u władz niemieckich w Grodzisku Mazowieckim, a także dzięki pomocy instytucji i osób prywatnych – często z odległych miejscowości. W okresie największego zagęszczenia w filii w Podkowie Leśnej przebywało jednorazowo 220 pacjentów. Przez kilka miesięcy podlegał jej także pod względem organizacyjnym szpital w Biskupicach-Dworze (30 łóżek). Początkowo większość rannych i chorych docierała do Podkowy z filii w Jelonkach. W późniejszym okresie kierowano tam natomiast pacjentów ze szpitala na Płockiej oraz rannych i chorych z obozu przejściowego w Pruszkowie. Wraz z rannymi, chorymi i ozdrowieńcami przywożono do Podkowy także ukrywających się powstańców lub osoby zagrożone przez Niemców, którym szpitalny personel pomagał następnie w ucieczce. Między końcem sierpnia a końcem września 1944 filia w Podkowie Leśnej zatrudniała ok. 150 pracowników – w tym czworo lekarzy, kilkoro studentów medycyny, kilkanaście szarytek, trzy pielęgniarki świeckie oraz ponad 100 pracowników fizycznych (w gronie tym znajdowało się zaledwie trzech mężczyzn). Wraz z powstawaniem kolejnych podwarszawskich filii Szpitala Wolskiego liczba członków personelu stopniowo jednak malała. W grudniu 1944 w szpitalu w Podkowie Leśnej pracowało już tylko 68 osób. Pełnił on jednak nadal funkcję swoistej centrali Szpitala Wolskiego.
Pod koniec września 1944 szpitalowi w Podkowie Leśnej zaczęło grozić przepełnienie. W tej sytuacji dr Misiewicz rozpoczęła poszukiwania siedziby dla kolejnej filii Szpitala Wolskiego. Jej wybór padł na Olszankę w Puszczy Mariańskiej, gdzie przed wojną istniał popularny wśród warszawskiej inteligencji ośrodek wypoczynkowy. Pacjentów i personel ulokowano w prywatnej willi należącej do rodziny Gallów oraz w gmachu przedwojennego domu poprawczego dla chłopców (tzw. Czerwoniak). Oba budynki nie były przystosowane do nowej funkcji, a szpitalowi brakowało najbardziej niezbędnego wyposażenia. Początkowo nie dla wszystkich starczyło łóżek, stąd wielu chorych musiało korzystać z sienników lub wręcz leżeć na słomie. Stopniowo warunki uległy jednak poprawie – m.in. dzięki dostawom materiałów opatrunkowych i różnorakiego sprzętu ze szpitala na Płockiej. Wkrótce udało się zorganizować w Olszance salę operacyjną oraz ambulatorium dla miejscowej ludności. Szpital dysponował 150 łóżkami. Zapasy żywności i opału uzupełniano dzięki przydziałom z RGO oraz dzięki ofiarności instytucji i osób prywatnych. Niekiedy dodatkowe produkty żywnościowe otrzymywano jako wynagrodzenie za leczenie Niemców lub miejscowej ludności. Z Warszawy kierowano do Olszanki przede wszystkim pacjentów chirurgicznych oraz zakonspirowanych powstańców. Mimo trudnych warunków śmiertelność wśród rannych i chorych okazała się bardzo niewielka. Po upadku powstania w filii Szpitala Wolskiego w Olszance znaleźli zatrudnienie m.in. dr Felicjan Loth, doktorzy Leon i Barbara Manteufflowie, dr Kunegunda Kontrym, dr Jan Nowicki oraz student medycyny Edward Kowalski (uprzednio szef punktu sanitarnego w kościele św. Wojciecha). Na swoją siedzibę wybrała również to miejsce dr Janina Misiewicz. Z jej inicjatywy w dniach 6-7 stycznia 1945 odbył się w Olszance zjazd lekarzy i studentów z wszystkich trzech filii Szpitala Wolskiego.

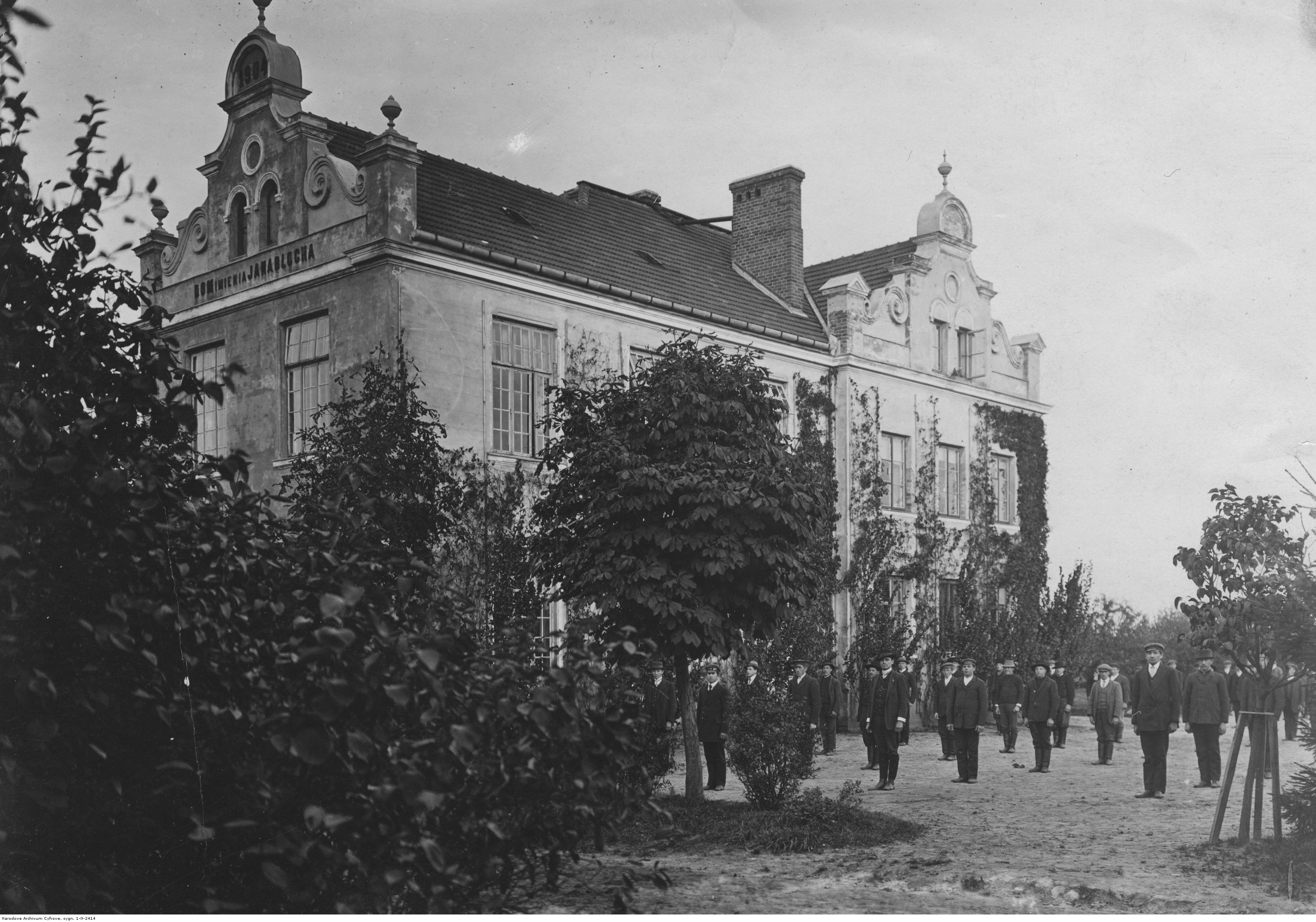
Gmach Państwowej Szkoły Rolniczej w Pszczelinie, w którym miała swą siedzibę jedna z filii Szpitala Wolskiego

W związku z zapowiedzianą przez Niemców ewakuacją szpitala na Płockiej kierownictwo placówki musiało w październiku przystąpić do organizowania kolejnej filii podwarszawskiej. Po intensywnych poszukiwaniach dr Misiewicz i dr Jaroszewicz zdołały uzyskać zgodę na przeznaczenie na cele szpitalne gmachu Państwowej Szkoły Rolniczej w Pszczelinie pod Brwinowem. Rannych i chorych kierowano tam od 20 października (byli to przede wszystkim pacjenci chirurgiczni). Stopniowo do Pszczelina przewożono również rozmaite wyposażenie ze Szpitala Wolskiego. Ostatni tego typu transport miał miejsce w dniach 2–3 listopada, kiedy to dzięki udostępnieniu samochodu ciężarowego przez dr. Lambrechta udało się przewieźć do nowej filii znaczną ilość sprzętu szpitalnego pozostającego wciąż w opustoszałym gmachu na Płockiej. Szpital w Pszczelinie dysponował około 80–100 łóżkami. Warunki lokalowe były dość dobre, choć problemem był brak kanalizacji, a ze względu na niewystarczającą liczbę pomieszczeń członkowie personelu musieli bytować w dość prowizorycznych warunkach. Poważnym utrudnieniem dla działalności placówki były natomiast przerwy w dostawach elektryczności oraz dotkliwe zimno spowodowane niedostatkiem opału. Miały także miejsce wypadki, gdy chorzy i pracownicy cierpieli z powodu niedożywienia. W miarę możliwości starano się uzyskiwać żywność poprzez przydziały z RGO i PCK oraz od władz miejskich Brwinowa, a także dzięki nielicznym darom od osób i instytucji prywatnych. W ciągu pierwszych trzech miesięcy funkcjonowania filii zmarło 16 pacjentów. W grudniu 1944 władze niemieckie arbitralnie zadecydowały o ewakuacji szpitala. W wyznaczonym dniu pierwszych 50 pacjentów odtransportowano samochodami na stację kolejową w Brwinowie, gdzie jednak okazało się, że pociąg ewakuacyjny nie dotarł z powodu sowieckiego nalotu (16 grudnia). W rezultacie pacjentów odwieziono z powrotem do Pszczelina, a pomysł likwidacji szpitala został przez Niemców zarzucony.
Styczniowa ofensywa Armii Czerwonej przyniosła wyzwolenie Warszawy oraz okolic podwarszawskich spod niemieckiej okupacji. Już 18 stycznia 1945 do zrujnowanej stolicy powróciła pierwsza grupa pracowników Szpitala Wolskiego z dr Misiewicz na czele. Wkrótce we wszystkich trzech filiach zaczęto odnotowywać spadek liczby pacjentów. Wznowienie działalności przez szpital na Płockiej skłoniło także wielu pracowników do powrotu do Warszawy. 24 marca zakończył działalność ośrodek w Pszczelinie. 25 czerwca zlikwidowano również szpital w Olszance. Najdłużej, gdyż do września 1945, funkcjonowała filia Szpitala Wolskiego w Podkowie Leśnej.

## Szpital Zakaźny św. Stanisława

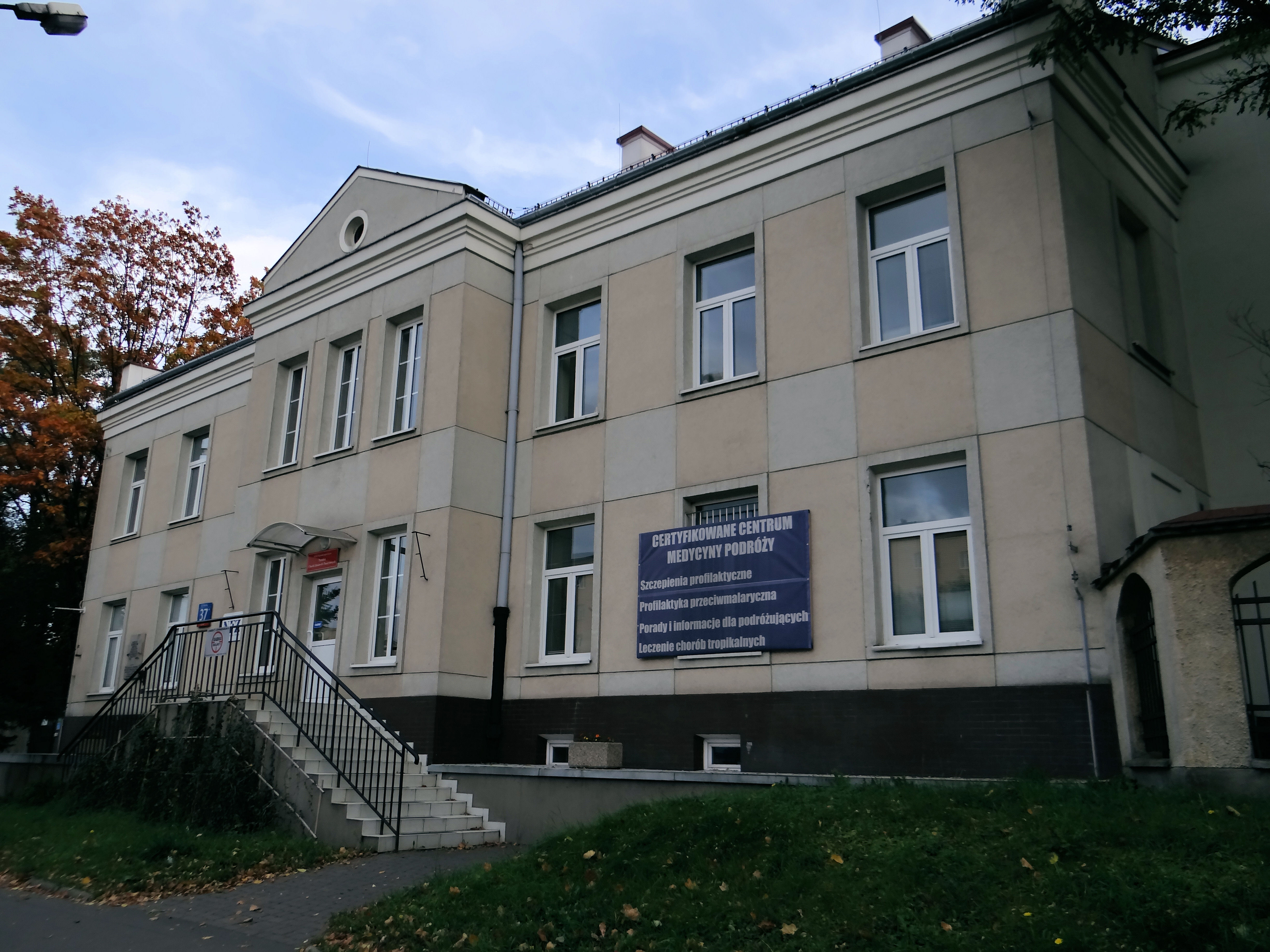
Gmach dawnego Szpitala św. Stanisława przy ul. Wolskiej 37 (obecnie siedziba Wojewódzkiego Szpitala Zakaźnego)

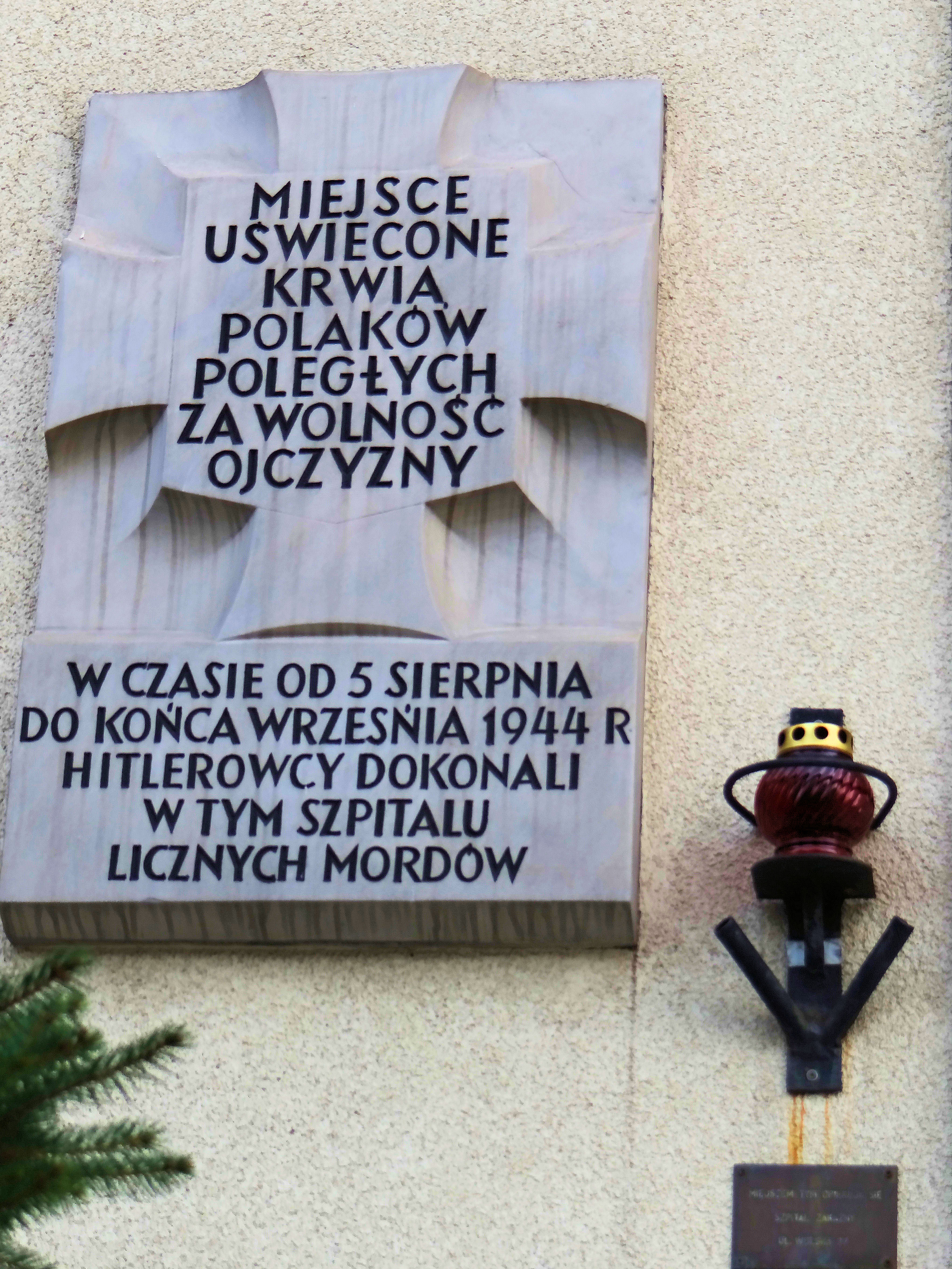
Tablica Tchorka upamiętniająca ofiary zbrodni dokonanych przez Niemców na terenie Szpitala św. Stanisława

Szpital Zakaźny św. Stanisława miał swoją siedzibę przy ul. Wolskiej 37 (obecnie mieści się tam Wojewódzki Szpital Zakaźny). W okresie niemieckiej okupacji wielu członków szpitalnego personelu było zaangażowanych w rozmaite formy działalności konspiracyjnej . Na krótko przed wybuchem powstania służby sanitarne Obwodu AK „Wola” zorganizowały w szpitalu punkt ratowniczo-sanitarny. Mieścił się on w budynku aptecznym, znajdującym się tuż przy bramie wejściowej od strony ul. Wolskiej. Komendantką punktu została dr Joanna Kryńska ps. „Elżbieta”, której podlegało około 15 sanitariuszek (były to zazwyczaj dziewczęta z Woli, w wieku 17-18 lat). Na oddziale XII zorganizowano pokoje dla rannych oraz salę operacyjną, przy czym ze względu na fakt, iż szpital nie miał obsady chirurgicznej oraz niezbędnego wyposażenia, wszystkich poważnie rannych odsyłano zazwyczaj do Szpitala Wolskiego. Wybuch powstania uniemożliwił dotarcie na Wolę dyrektorowi placówki, dr. Romanowi Ignacemu Szpikowskiemu. W tej sytuacji funkcję p.o. dyrektora objął pochodzący z Zaolzia dr Paweł Kubica.
Pierwszymi osobami, którym udzielił pomocy personel punktu sanitarnego przy Szpitalu św. Stanisława byli ranni z grupy cywilów, którą wybuch powstania zaskoczył w rejonie remizy tramwajowej przy ul. Młynarskiej. Już wieczorem 1 sierpnia ze względu na zagrożenie ostrzałem od strony ul. Wolskiej punkt sanitarny przeniesiono z pomieszczeń apteki do głębiej usytuowanych budynków szpitala. W kolejnych dniach młodociane sanitariuszki nieustannie niosły pomoc rannym, udając się z noszami nawet na pierwszą linię frontu. Ciężko rannych starano się w miarę możliwości ewakuować do Szpitala Wolskiego. Zachowane dokumenty wskazują, że między 1 a 4 sierpnia w Szpitalu św. Stanisława zmarło z ran ośmiu pacjentów. Pierwszej zbrodni na terenie szpitala żołnierze niemieccy dopuścili się natomiast już 3 sierpnia, w czasie walk prowadzonych wzdłuż osi ul. Wolskiej. Zastrzelili wówczas kierownika szpitalnej apteki, mgr. Idziego Dziedziaka, oraz 5-6 mężczyzn usiłujących schronić się w szpitalnej portierni .
W „czarną sobotę” 5 sierpnia, w okolicach godziny 14:00 – 15:00, szpital został opanowany przez esesmanów z pułku specjalnego „Dirlewanger”. Zaraz po wkroczeniu na teren placówki dirlewangerowcy zastrzelili portiera. Wdarli się następnie do budynków, gdzie przystąpili do grabieży oraz bicia i terroryzowania pacjentów. Członków personelu, ukrywających się w szpitalu cywilów oraz lżej rannych i chorych wypędzono na szpitalne podwórze. W pewnym momencie kilku esesmanów otworzyło na oślep ogień do tłumu, zabijając nawet do kilkunastu osób oraz raniąc wiele innych (zginął wówczas jeden z lekarzy, dr Jan Barcz). Następnie Niemcy zaczęli czynić przygotowania do masowej egzekucji. Stłoczonych na szpitalnym podwórzu Polaków ustawiono czwórkami, po czym zaczęto ich wyprowadzać na ul. Wolską, gdzie zaraz za bramą esesmani rozstrzelali co najmniej kilka osób. W tym krytycznym momencie pacjentów i personel placówki ocalił dr Paweł Kubica. Podbiegł on do dowodzącego oddziałem oficera SS i w doskonałej niemczyźnie głośno zaprotestował: „Człowieku! Przecież to szpital! Pan łamie przepisy Czerwonego Krzyża!” Skonfundowany esesman wstrzymał egzekucję. Na korzyść przebywających w szpitalu Polaków przemówił również fakt, iż dr Kubica nie pozwolił wcześniej powstańcom wchodzić z bronią na teren placówki (o czym zaświadczyli nawet szeregowi esesmani). W tych okolicznościach oficer postanowił oszczędzić personel i pacjentów do czasu, aż o ich losie zadecyduje niemieckie dowództwo.
Do niemieckiego sztabu skierowano delegację, na której czele stanęła władająca dobrze językiem niemieckim dr Joanna Kryńska (towarzyszyli jej dr Mieczysław Rygalski oraz sanitariuszka Danuta Leśniewska). Niemieccy żołnierze zaprowadzili całą trójkę w rejon wiaduktu kolejowego nad ul. Wolską, gdzie w tym samym czasie doprowadzono także dr. Leona Manteuffla i dr. Stefana Wesołowskiego ze Szpitala Wolskiego. Na widok Polaków lekarz sztabowy grupy Reinefartha, dr Heinz Hartlieb, udzielił reprymendy żołnierzowi eskorty, mówiąc: „Po coś ich przyprowadził, nie potrzebujemy żadnych Polaków, a tylko musimy ich rozstrzelać”. W odpowiedzi Kryńska oświadczyła, iż przed wyjazdem ze szpitala otrzymała słowo honoru niemieckiego oficera, że ona oraz towarzyszące jej osoby nie zostaną rozstrzelani. Uroda i dobra niemczyzna kobiety zrobiły duże wrażenie na niemieckim lekarzu. Po rozmowie z Kryńską Hartlieb udał się do Szpitala św. Stanisława, aby zweryfikować jej słowa, a po powrocie oświadczył, iż dzięki jego zabiegom i prośbom decyzja o egzekucji została odwołana. Rozkaz ten Hartlieb przywiózł dosłownie w ostatniej chwili, gdyż podlegli mu niemieccy sanitariusze szykowali się już do rozstrzelania polskich lekarzy. Ostatecznie Kryńską i jej towarzyszy wraz z dr. Manteufflem i dr. Wesołowskim odesłano do Szpitala św. Stanisława. 

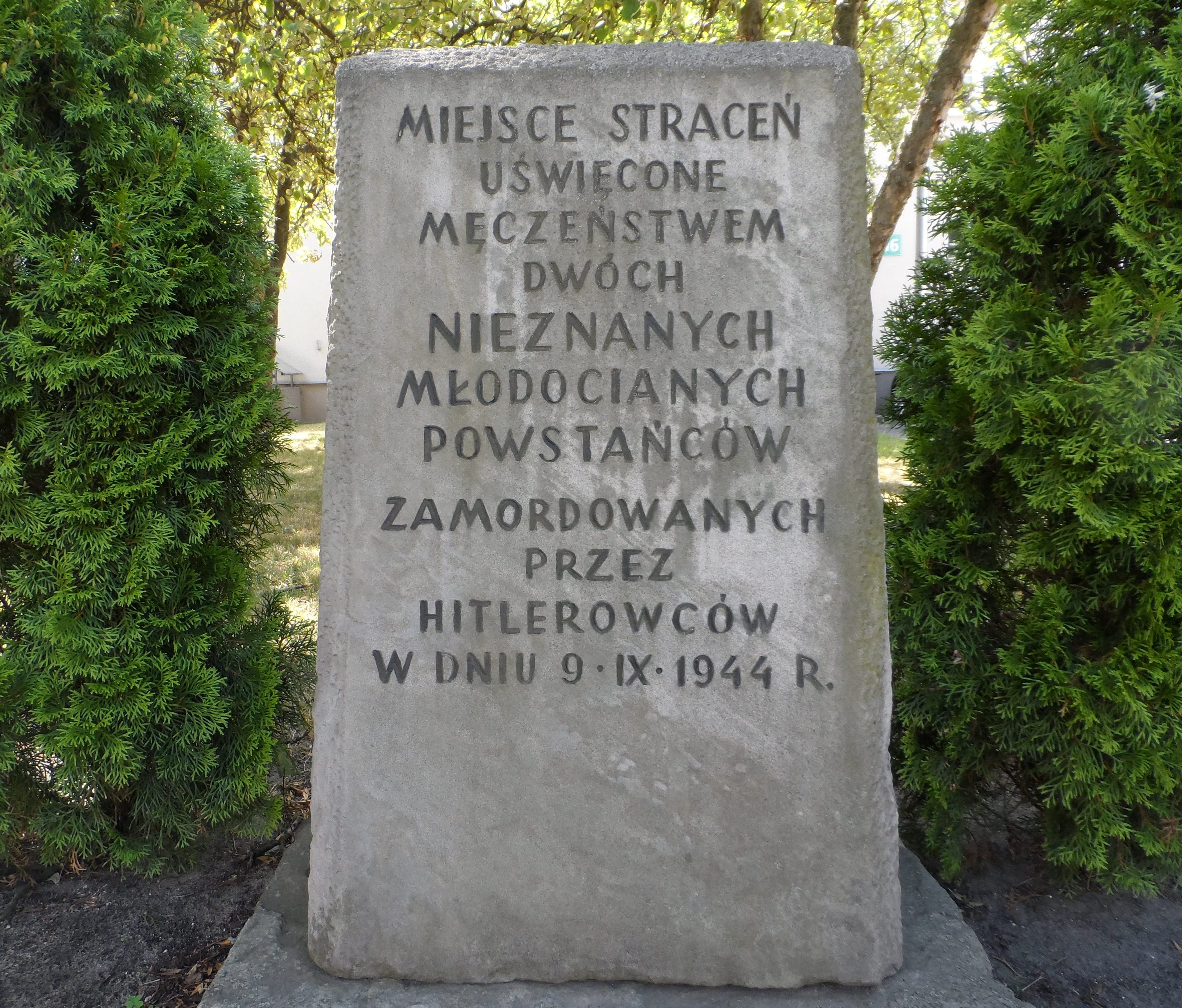
Tablica na podwórzu szpitala upamiętniająca dwóch młodych powstańców powieszonych przez dirlewangerowców

W szpitalu został urządzony niemiecki punkt opatrunkowy, w którym pracowali obaj polscy chirurdzy przyprowadzeni ze Szpitala Wolskiego. Około 10 sierpnia w szpitalu pojawił się SS-Oberführer Oskar Dirlewanger, który w chronionym prawem wojennym budynku urządził swoją kwaterę (jego tłumaczką została dr Kryńska). Fakt, iż Szpital św. Stanisława uniknął masakry w „czarną sobotę”, nie oznaczał gwarancji bezpieczeństwa dla jego pacjentów i personelu. Niedługo po zajęciu placówki dirlewangerowcy powiesili na szpitalnym podwórzu dwóch młodocianych powstańców. Chcąc wyszydzić ofiary, esesmani udekorowali ich ciała polskimi barwami narodowymi. 7 sierpnia zastrzelony został jeden z pacjentów, gdyż jego długie buty z cholewami Niemcy uznali za dowód, iż jest on ukrywającym się powstańcem. Pewnej nocy niemiecki podoficer zastrzelił leczoną w szpitalu prostytutkę – rzekomo ze względów „higienicznych”. W drugiej połowie sierpnia oraz przez cały wrzesień kwaterujący na plebanii kościoła św. Wojciecha gestapowcy z Sonderkommando „Spilker” na polecenie Dirlewangera przeprowadzali „selekcje” pacjentów w stanie ciężkim oraz przebywających w szpitalu mężczyzn. Wybrane przez Niemców osoby były odprowadzane do kościoła – część wywieziono do Pruszkowa, po innych ślad zaginął. Podczas jednej z „selekcji” dr Kubica oraz kierownik administracyjny Władysław Walczak z narażeniem życia wyciągnęli z kolumny więźniów pewną liczbę mężczyzn, przeważnie lekarzy, w tym dr. Manteuffla (13 sierpnia) . W nieznane wywieziono natomiast wszystkich pacjentów chorych na gruźlicę, w tym pewną liczbę ukrywających się pośród nich zdrowych mężczyzn (być może zakonspirowanych powstańców). Z kolei 25 lub 26 września ze szpitala wywieziono do obozu w Pruszkowie blisko 100 pacjentów i członków personelu. Interwencja, którą nieznana z nazwiska pielęgniarka podjęła w komendanturze obozu pruszkowskiego, sprawiła, że członkowie personelu uniknęli wywózki do Niemiec i zostali odtransportowani do Suchedniowa.
Wkrótce do szpitala zaczęli napływać po kryjomu ranni Polacy, którzy przeżyli egzekucje przeprowadzane w czasie rzezi Woli. Polski personel starał się w miarę możliwości nieść pomoc ocalałym. 7 sierpnia grupa lekarzy i szarytek za zgodą dr. Hartlieba udała się w poszukiwaniu rannych na sąsiednie ulice. Z jednej z piwnic udało się wówczas ewakuować kilku rannych, lecz ukrywająca się w tym samym miejscu grupa 12 cywilów została rozstrzelana przez wałęsającego się w pobliżu „własowca”. Dowiedziawszy się, iż wschodni kolaboranci mają rozkaz mordowania ukrywających się Polaków, lekarze zrezygnowali z kolejnych ekspedycji, nie chcąc ściągać niebezpieczeństwa na uciekinierów. W drugiej połowie sierpnia pracownikom szpitala udało się natomiast potajemnie umieścić na terenie placówki kilkunastu Polaków ukrywających się od dłuższego czasu na terenie pobliskiej fabryki Franaszka. Chcąc zataić przed Niemcami tożsamość nowych „pacjentów” założono im dla niepoznaki bandaże lub opatrunki gipsowe.

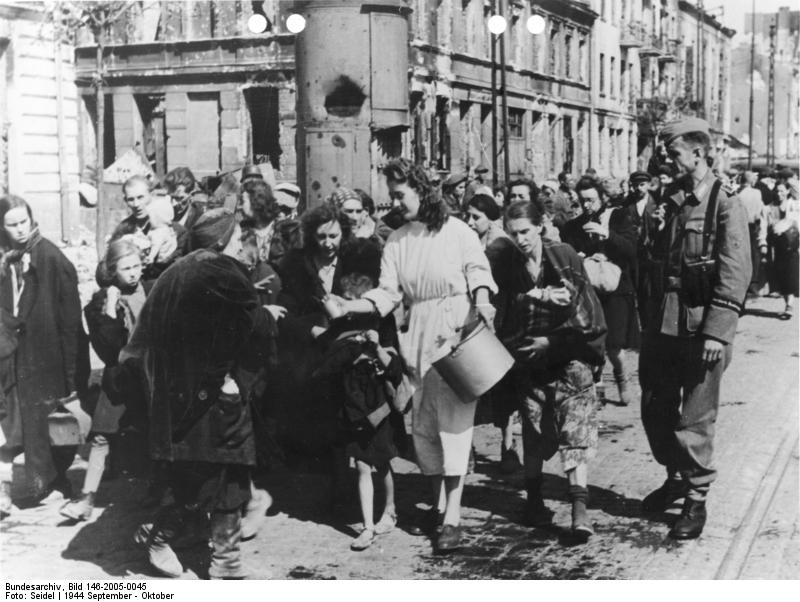
Polskie pielęgniarki rozdające wodę uchodźcom prowadzonym ul. Wolską

Personel Szpitala św. Stanisława włączył się także w akcję pomocy wysiedleńcom z innych dzielnic Warszawy. Prowadzonym ulicami Woli uchodźcom dostarczano wodę i kawę, a w razie potrzeby personel medyczny udzielał rannym i chorym pierwszej pomocy – początkowo głównie poprzez nałożenie opatrunku. Pacjentów w stanie ciężkim umieszczano w szpitalu i tam w miarę możliwości udzielano im specjalistycznej pomocy. Ponadto kierownik administracyjny Walczak, który kilka razy w tygodniu opuszczał Warszawę w poszukiwaniu żywności, każdorazowo potajemnie wywoził ze szpitala 2-3 lekko rannych lub rekonwalescentów. Wielu uchodźców udało się w ten sposób uchronić przed wywózką do obozu przejściowego w Pruszkowie. Z zachowanego wykazu zgonów wynika, że między 17 sierpnia a 3 października zmarło w szpitalu 52 pacjentów.
Akcja pomocowa odbywała się w bardzo trudnych warunkach. Wobec stałego napływu rannych w szpitalu zaczęło wkrótce brakować łóżek i pościeli, stale odczuwalny był także niedobór leków, środków opatrunkowych, a nawet wody. Niesienie pomocy rannym w ciężkim stanie utrudniał fakt, iż Szpital św. Stanisława zasadniczo nie posiadał oddziału chirurgicznego z prawdziwego zdarzenia, ani też niezbędnego wyposażenia chirurgicznego. Po wyjeździe dr. Manteuffla z Warszawy (25 sierpnia) w obsadzie szpitala pracował do końca powstania tylko jeden chirurg – dr Stefan Wesołowski. Sytuację kadrową szpitala poprawiło częściowo przybycie kilku lekarzy i pielęgniarek z innych szpitali zdobytych przez Niemców. Ponadto 11 sierpnia zdołano nawiązać kontakt ze Szpitalem Wolskim, dzięki czemu dr Wesołowski mógł później korzystać z konsultacji pracujących tam chirurgów. Niedobory leków, materiałów opatrunkowych, czy wyposażenia szpitalnego starano się natomiast uzupełniać poprzez przeszukiwanie opustoszałych szpitali na Woli lub w innych dzielnicach Warszawy.
19 października miasto opuścił dr Stefan Wesołowski. Pod koniec miesiąca Szpital św. Stanisława zakończył swoją działalność  (niektóre źródła podają, iż nastąpiło to dopiero 1 listopada). Ciężko chorych wywieziono wówczas do Krakowa, a pacjentów oddziału dziecięcego – do Milanówka. 60 pacjentów, personel, a także sprzęt oraz zapasy bielizny i żywności ewakuowano z kolei do Radziwiłłowa Mazowieckiego. Stamtąd po kilku dniach przeniesiono wszystkich do pobliskiego Studzieńca, gdzie szpital wznowił działalność w opuszczonych budynkach Zakładu Wychowawczego dla Nieletnich. Tymczasem w budynku przy ul. Wolskiej Niemcy urządzili magazyn amunicji i materiałów wybuchowych. Jego wybuch doprowadził do częściowego zawalenia gmachu, a rozmiary zniszczenia powiększyła dodatkowo dokonana przez Niemców gruntowna grabież urządzeń mechanicznych i sprzętu. W kwietniu 1945 personel szpitala przeniósł się ze Studzieńca do szpitala przy ul. Siennickiej na Pradze, by w lipcu 1948 powrócić ostatecznie do odbudowanego budynku przy ul. Wolskiej .

## Szpital św. Łazarza

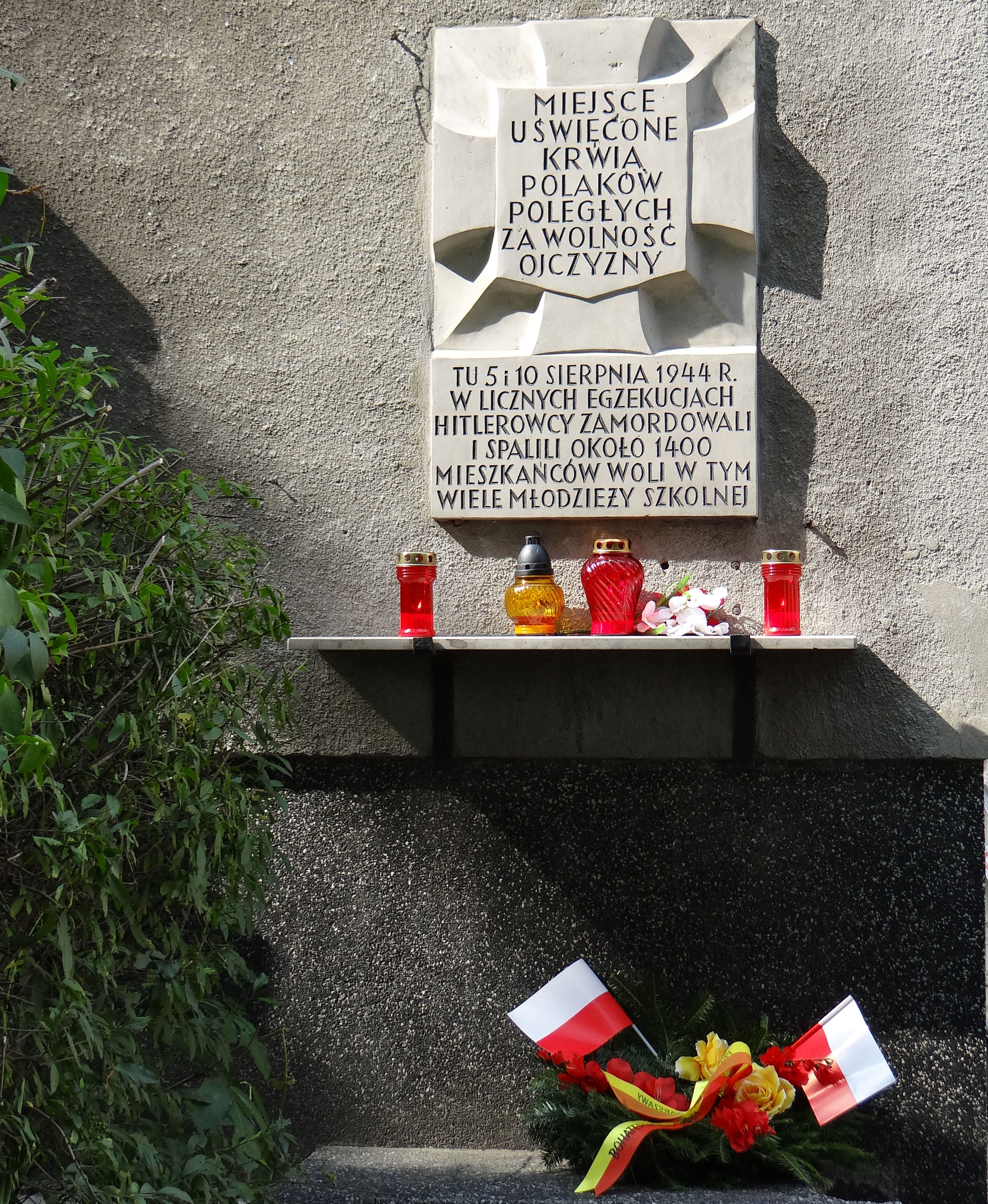
Tablica Tchorka na ścianie budynku przy ul. Karolkowej 53, upamiętniająca ofiary masakry w Szpitalu św. Łazarza

W okresie przedwojennym oraz w pierwszych latach niemieckiej okupacji Szpital św. Łazarza miał swoją siedzibę przy ul. Książęcej 2 na warszawskim Powiślu. W 1941 roku szpitalny gmach został przejęty przez władze niemieckie. Szpital przeniósł się wówczas do kompleksu budynków przy zbiegu ulic Leszno i Karolkowej, zajmowanego uprzednio przez Główny Dom Schronienia Sierot i Starców Starozakonnych (adres: Leszno 127/Wolska 18) . Po wybuchu powstania do szpitala znoszono rannych powstańców i cywilów. Odwiedzali go także zdrowi żołnierze, aby posilić się i odpocząć. Około 3 sierpnia kierownictwo służb sanitarnych Obwodu AK „Wola” wzmocniło personel szpitala swoim patrolem sanitarnym, w którego skład wchodziła pielęgniarka oraz czternaście harcerek z Drużyny im. Emilii Plater (wszystkie w wieku od 15 do 18 lat). Z zeznań bezpośrednich świadków tych wydarzeń wynika, że żołnierze AK uszanowali status szpitala i nie prowadzili działań bojowych pod osłoną jego budynków. W niektórych źródłach można jednak znaleźć wprost przeciwną informację.
W sobotę 5 sierpnia 1944, tj. w dniu rozpoczęcia niemieckiego szturmu na Wolę, w szpitalu przebywało około 300 chorych, około 300 rannych oraz kilkudziesięciu członków personelu. Ukryło się tam również kilkuset mieszkańców Woli – byli to zazwyczaj krewni pacjentów i pracowników oraz mieszkańcy okolicznych domów, którzy mieli nadzieję, iż pozostający pod ochroną prawa wojennego szpital zapewni im bezpieczeństwo. Łącznie na terenie szpitala przebywało prawdopodobnie ok. 1500 Polaków.
5 sierpnia w godzinach popołudniowych w rejonie szpitala rozpoczęły się zaciekłe walki. Około godziny 16:00 niemieccy żołnierze wtargnęli do budynku „A” położonego przy ul. Wolskiej, gdzie mieścił się oddział wewnętrzny dla kobiet oraz weneryczno-skórny dla mężczyzn. Zaraz po wkroczeniu do pawilonu żołnierze zastrzelili pochodzącą z Wielkopolski salową, która z racji znajomości języka niemieckiego próbowała podjąć z nimi pertraktacje. Podobną próbę podjął niedługo później „granatowy policjant” z Białegostoku, lecz również on został ciężko postrzelony. Niemcy uszkodzili następnie instalację gazową, lecz Komendant Obrony Przeciwlotniczej, odpowiedzialny za bezpieczeństwo budynku, zdołał wyłączyć gaz, zanim zagroził on przebywającym w pawilonie osobom. Korzystając z chwilowego odejścia żołnierzy, kilka osób uciekło z budynku. Zanim jednak reszta Polaków poszła w ich ślady, Niemcy ustawili karabin maszynowy przy ul. Karolkowej, uniemożliwiając tym samym opuszczenie pawilonu. Niedługo później do budynku „A” wkroczyła kolejna grupa żołnierzy, która po ograbieniu Polaków z wszystkich cenniejszych przedmiotów osobistych rozpoczęła masakrę przy użyciu granatów i broni maszynowej. Niemcy nie oszczędzali przy tym dzieci, kobiet ani ciężko rannych leżących w łóżkach.

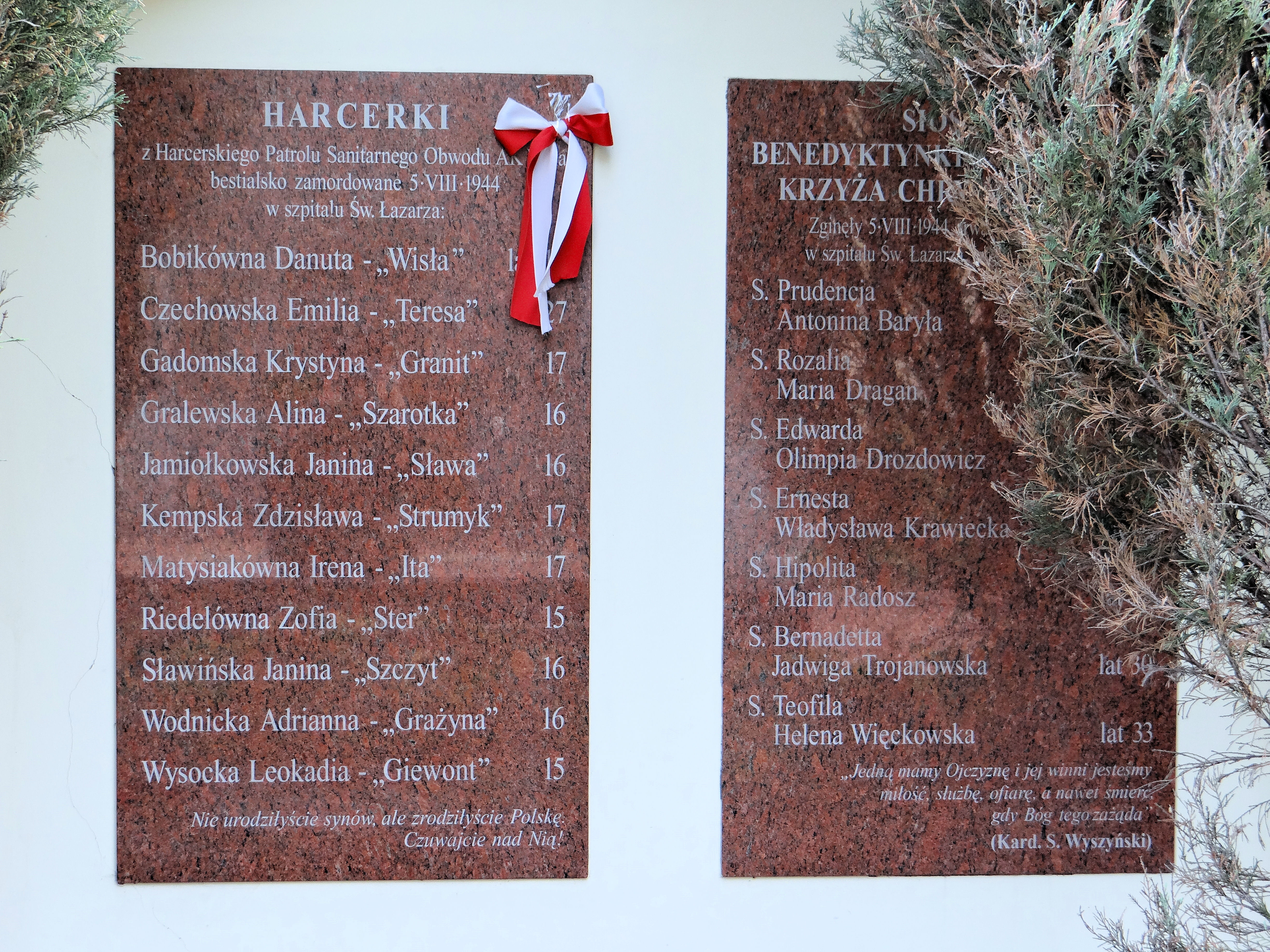
Tablice upamiętniające harcerki oraz ss. benedyktynki zamordowane w Szpitalu św. Łazarza. Plac Męczenników Warszawskiej Woli

Około godziny 18:00 Niemcy opanowali pawilon przy ul. Karolkowej, a niespełna dwie godziny później w ich ręce wpadł pawilon przy ul. Leszno. Schwytanych Polaków mordowano bez względu na wiek i płeć. Pacjentów w stanie ciężkim rozstrzeliwano na noszach i w szpitalnych łóżkach. Z pawilonu przy ul. Leszno oraz z pobliskich budynków wyprowadzono wszystkie osoby zdolne do poruszania się o własnych siłach, które wprowadzono następnie do szpitalnych piwnic i tam metodycznie wymordowano strzałami w tył głowy. Osoby wyprowadzone z pawilonu przy ul. Karolkowej rozstrzelano natomiast na szpitalnym podwórzu. Z rąk Niemców zginęła wówczas m.in. grupa lekarzy, sanitariuszek i sióstr zakonnych. Masakra, której towarzyszyły gwałty i grabieże, zakończyła się dopiero w późnych godzinach nocnych. Wcześniej, prawdopodobnie około godziny 23:00, Niemcy podpalili szpital. Wiele ofiar spłonęło wówczas żywcem. Świadkowie zeznawali, że niektórzy pacjenci wyskakiwali przez okna, chcąc w ten sposób uniknąć śmierci w płomieniach.
Masakra w Szpitalu św. Łazarza pochłonęła prawdopodobnie ok. 1200 ofiar. Zamordowano około 50 członków personelu, w tym co najmniej siedem sióstr benedyktynek pełniących posługę w szpitalu. Niemcy rozstrzelali także jedenaście sanitariuszek z patrolu sanitarnego Obwodu AK „Wola” (w tym dziesięć nastoletnich harcerek). Śmierć poniósł farmaceuta Ignacy Giedroyc – ojciec Jerzego Giedroycia, redaktora paryskiej „Kultury”. W gronie zamordowanych pacjentów znalazło się z kolei około 40 rannych żołnierzy AK. Być może zginął tam również Lech Matawowski, ps. „Mirek”, dowódca 1. kompanii w Batalionie Armii Ludowej im. Czwartaków.
Masakrę przeżyli tylko nieliczni spośród przebywających w szpitalu Polaków. Przed nadejściem Niemców udało się ewakuować do pobliskiego Szpitala Karola i Marii niewielką grupę rannych. W nocy z 5 na 6 sierpnia dwie sanitariuszki powróciły do Szpitala św. Łazarza w poszukiwaniu ocalałych. Jedna z nich z trudem uniknęła schwytania przez Niemców, po drugiej ślad zaginął. Niemcy oszczędzili natomiast niewielką grupę lekarzy i pielęgniarek, kierując ich do pracy w Szpitalu Zakaźnym św. Stanisława. Kilka osób zdołało także przeżyć egzekucję i złożyć po wojnie zeznania przed Okręgową Komisją Badania Zbrodni Niemieckich w Warszawie.
W kolejnych dniach teren Szpitala św. Łazarza przynajmniej raz jeszcze posłużył jako miejsce zbiorowej egzekucji. Z zeznań ocalałych członków Verbrennungskommando wynika, że 13 sierpnia nieopodal szpitalnej apteki rozstrzelano około 50 mężczyzn przyprowadzonych z gmachu ministerstwa skarbu na pl. Bankowym.
Pierwotna siedziba Szpitala św. Łazarza, położona przy ul. Książęcej, uległa całkowitemu zniszczeniu w czasie powstania warszawskiego. Z tego względu w 1948 roku szpital wznowił działalność w odbudowanym budynku przy ul. Leszno. W 1963 roku placówka zmieniła nazwę na Stołeczny Szpital Dermatologiczny. W związku z odzyskaniem szpitalnego budynku przez Gminę Wyznaniową Żydowską szpital przeniósł się w 2007 roku na prawy brzeg Wisły, gdzie stał się częścią Międzyleskiego Szpitala Specjalistycznego . Budynek przy ul. Leszno 15 został natomiast na zlecenie Gminy Wyznaniowej Żydowskiej rozebrany, a teren sprzedano pod zabudowę mieszkaniowo-usługową .

## Szpital Dziecięcy Karola i Marii

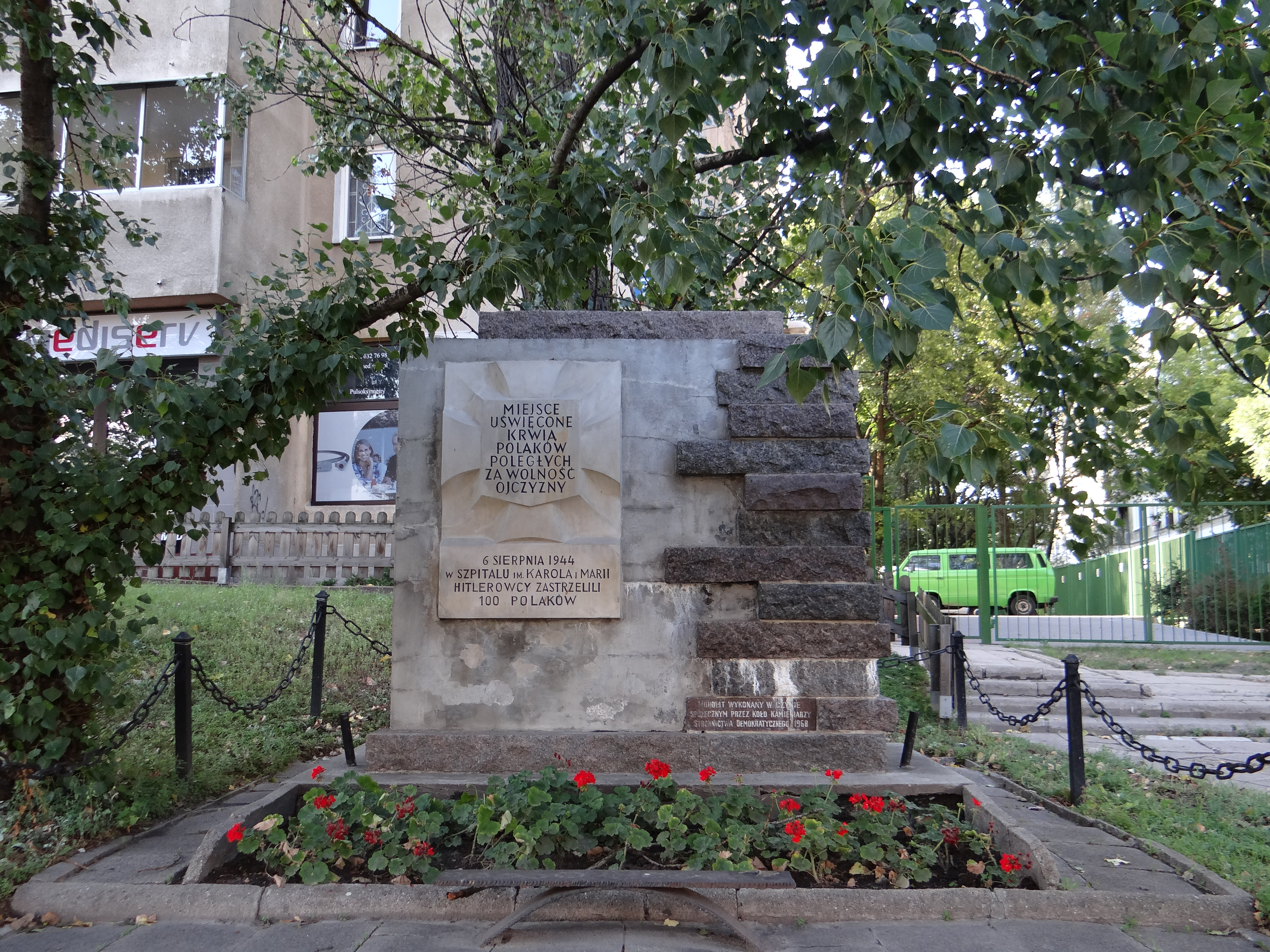
Tablica Tchorka przy ul. Leszno 30, upamiętniająca ofiary masakry w Szpitalu Karola i Marii

Szpital Dziecięcy im. Karola i Marii mieścił się w dziewięciu pawilonach zajmujących kwartał ulic: Leszno, Młynarska, Karolkowa i Żytnia (adres: Leszno 136).  Placówka dysponowała 150 łóżkami dziecięcymi. W planach powstańczych zakładano, że szpital pełnić będzie funkcję głównego punktu opatrunkowego dla Batalionu „Parasol”. Ze względu na fakt, iż po godzinie „W” Szpital Wolski znalazł się w bezpośredniej strefie walk, Szpital Karola i Marii musiał jednak przejąć funkcję centralnego punktu sanitarnego na Woli. Odtąd stale napływali tam ranni powstańcy i cywile, w gronie pacjentów znalazło się także kilku wziętych do niewoli żołnierzy niemieckich. W efekcie placówka szybko uległa przepełnieniu. Część rannych musiano odtransportować do pobliskiego Szpitala św. Łazarza. Ze względu na fakt, iż Szpital Karola i Marii nie dysponował wystarczająco liczną obsadą chirurgiczną, został tam skierowany dr Włodzimierz Kmicikiewicz ze Szpitala Wolskiego. W szpitalu ulokowało się także Szefostwo Sanitarne Kedywu, a podległe mu sanitariuszki AK, w liczbie ponad pięćdziesięciu, wzmocniły miejscowy personel. Jednocześnie w pierwszych dniach powstania ewakuowano ze szpitala tych dziecięcych pacjentów, którymi mogły zaopiekować się rodziny. Około 60 dzieci – pochodzących spoza Warszawy lub znajdujących się w stanie uniemożliwiającym opuszczenie placówki – przeniesiono do położonego najbardziej na uboczu pawilonu „S”.
W wyniku zaciętych walk stoczonych w „czarną sobotę” szpital znalazł się w bezpośrednim sąsiedztwie linii frontu. O północy 6 sierpnia dowództwo Zgrupowania AK „Radosław” poinformowało kierownictwo placówki, iż oddziały powstańcze nie będą w stanie utrzymać szpitala, nakazując w konsekwencji ewakuację rannych oraz personelu. Rozkaz ten przyszedł jednak zbyt późno, a w dodatku nie wskazywał docelowego miejsca ewakuacji. W tej sytuacji szpital opuścił jedynie Sanitariat Kedywu oraz niewielka liczba lekko rannych pacjentów. W pawilonach pozostało około 150 rannych oraz 60 chorych dzieci. Dyrektor placówki pozostawił dobrowolnej decyzji członków personelu pozostanie na miejscu lub ewakuację wraz z oddziałami powstańczymi. Kilku pracowników opuściło tej nocy szpital, lecz większość członków personelu postanowiła pozostać z pacjentami. Podobnie postąpiła grupa sanitariuszek z różnych oddziałów AK. Chcąc dać rannym żołnierzom szansę ocalenia, pielęgniarki spaliły szpitalne wykazy i dokumenty, a także odebrały rannym broń, biało-czerwone opaski, orzełki oraz inne wojskowe emblematy.
Pierwsi Niemcy, w liczbie trzech, wkroczyli do szpitala 6 sierpnia o godz. 7:00 rano. Wdali się w rozmowę z jednym z lekarzy, któremu zagrozili, że jeśli na terenie szpitala zostanie znaleziona broń, to wszyscy Polacy zostaną rozstrzelani a budynek spalony. Leczeni w szpitalu niemieccy jeńcy zapewnili esesmanów, iż byli dobrze traktowani. Po odejściu Niemców personel usunął z budynku kilka granatów, które ukryli przy sobie ranni powstańcy. Tymczasem w rejonie szpitala wybuchły zacięte walki.
Około godziny 15:00 – 16:00 do szpitala wkroczyli esesmani, którym towarzyszyli żołnierze jednego z kolaboracyjnych batalionów azerbejdżańskich. Napastnicy natychmiast przystąpili do grabieży i gwałtów na kobietach. Personel oraz pacjentów zdolnych do poruszania się o własnych siłach wypędzono ze szpitala, podczas gdy chorzy i ranni w stanie ciężkim – w liczbie około trzydziestu pięciu – zostali wymordowani (jednego z pacjentów zastrzelono na sali operacyjnej). Niedługo później szpital został podpalony. Przed budynkiem Niemcy dokonali „selekcji”, w której wyniku osoby uznane za rannych powstańców zostały wyciągnięte z tłumu i rozstrzelane. Około 40 rannych oraz grupę lekarzy i pielęgniarek pognano płonącymi ulicami Leszno i Górczewską. Po drodze Niemcy zatrzymali część rannych, odprowadzili z powrotem do szpitala i tam rozstrzelali. Chwilę później przy skrzyżowaniu z ul. Młynarską pochód został ponownie zatrzymany. Niemiecki oficer zapytał wówczas polskich lekarzy o komendanta szpitala. Gdy zgodnie z prawdą odpowiedziano mu, iż dyrektora nie ma wśród obecnych, Niemiec zagroził, że wszyscy lekarze zostaną rozstrzelani, jeśli komendant nie zgłosi się w ciągu minuty. Słysząc to z szeregu wystąpił naczelny chirurg szpitala, dr Włodzimierz Kmicikiewicz. Na rozkaz oficera jeden z azerbejdżańskich kolaborantów zamordował go strzałem w głowę.
Początkowo Niemcy zamierzali doprowadzić kolumnę w rejon ul. Górczewskiej i Moczydła i tam rozstrzelać. Zanim to jednak nastąpiło, rozkaz egzekucji został odwołany. Prawdopodobnie grupa Polaków zawdzięczała ocalenie jednemu z rannych żołnierzy niemieckich, leczonemu uprzednio w Szpitalu Karola i Marii. Głośnymi okrzykami zatrzymał on przejeżdżającego obok kolumny oficera (prawdopodobnie lekarza), który w konsekwencji nakazał eskorcie odprowadzić Polaków do Szpitala Wolskiego. Zanim jednak szpitalny personel zdołał rozlokować wszystkich nowo przybyłych, Niemcy wydali nowe dyspozycje. Rozkazano pozostawić na Płockiej jedynie dziecięcych pacjentów, a rannych dorosłych odesłać z powrotem do Szpitala Karola i Marii. Mimo nadzoru esesmanów polski personel zdołał ukryć część rannych. Pacjenci, których odniesiono na Leszno, zostali zamordowani.
Tymczasem w płonącym Szpitalu Karola i Marii przebywało wciąż około 20 dzieci, z którymi wbrew niemieckim zakazom pozostał dyrektor placówki, dr Jan Bogdanowicz, a także dr Irena Gacówna i siedem pielęgniarek. Rankiem 7 sierpnia natknęli się na nich niemieccy żołnierze, którzy odesłali lekarzy, sześć pielęgniarek oraz grupę dzieci do Szpitala Wolskiego . W ogrodzie Szpitala Karola i Marii pozostała jednak pielęgniarka Wanda Dąbrowska wraz z kilkorgiem dzieci i niemowląt. Próbując utrzymać dzieci przy życiu, kobieta poiła je sokiem z zielonych pomidorów. Po pewnym czasie na Dąbrowską natknęli się Niemcy, którzy rozkazali jej udać się do Szpitala Wolskiego. Dopiero po kilku dniach, gdy jeden z żołnierzy przyniósł na Płocką odnalezione w ogrodzie niemowlę, Niemcy pozwolili polskiemu personelowi udać się po pozostałe dzieci. W ogrodzie szpitala odnaleziono jednak tylko jedno żywe niemowlę. Mimo starannej opieki oboje odnalezionych dzieci zmarło w Szpitalu Wolskim .

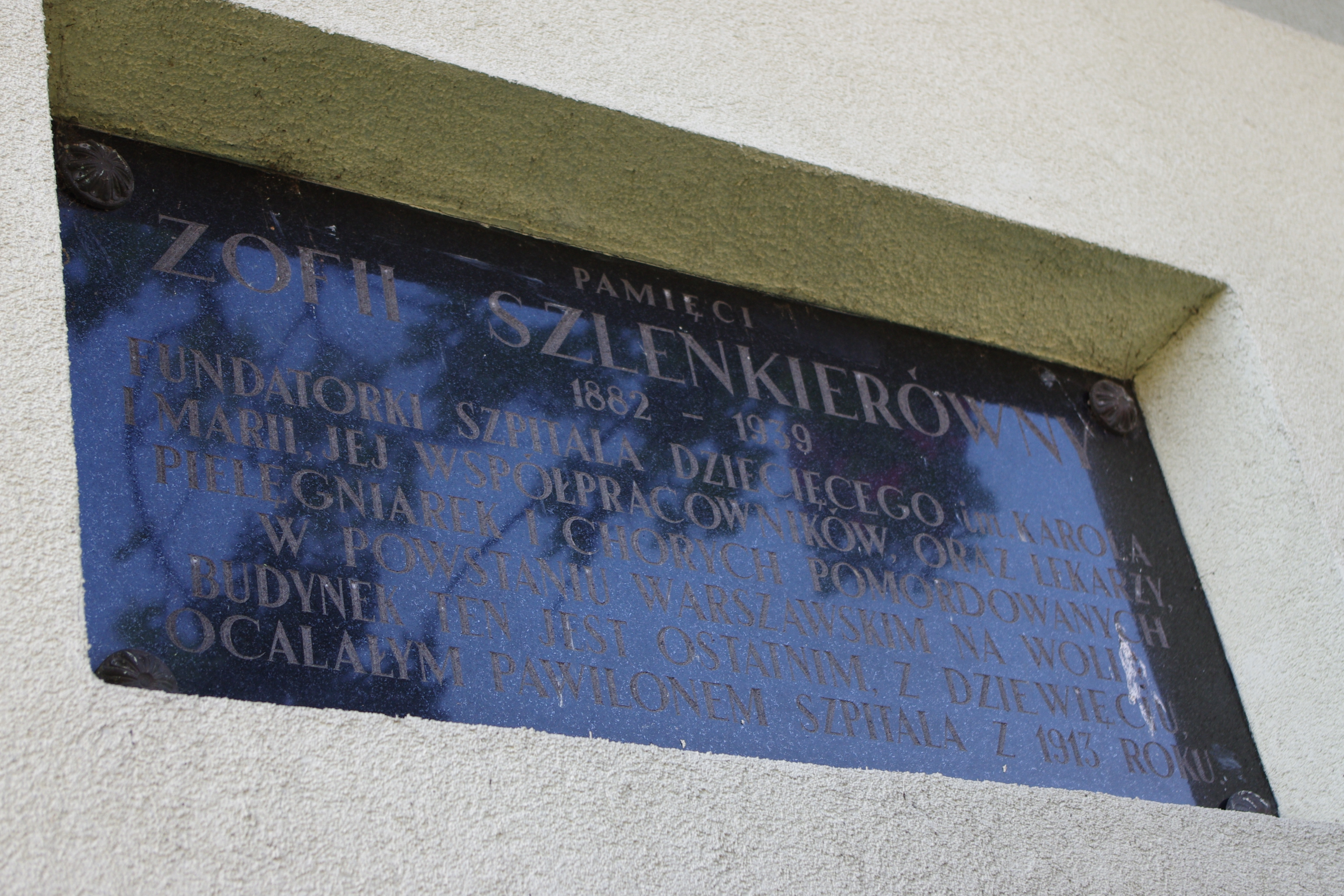
Tablica przy ul. Żytniej 39, upamiętniająca Zofię Szlenkier oraz ofiary masakry w Szpitalu Karola i Marii

Likwidacja Szpitala Karola i Marii przyniosła łącznie od 100 do 200 ofiar. Spośród członków personelu śmierć ponieśli dr Włodzimierz Kmicikiewicz, pielęgniarki Michalina Stobierska i Janina Sidorowska oraz pracownik szpitala Stanisław Stępień . W gronie zamordowanych pacjentów znaleźli się m.in.: rtm. Aleksander Lossow-Niemojowski (działacz NOW, szef sztabu zgrupowania AK „Paweł”), plut. Jerzy Flanc ps. „Grab” (żołnierz batalionu „Zośka”), pchor. Stanisław Dąbrowski ps. „Cyklon” (żołnierz batalionu „Parasol”), ppor. Antoni Wojciechowski ps. „Antek” i ppor. Janusz Zalewski ps. „Supełek” (żołnierze Oddziału Dyspozycyjnego A Kedywu Okręgu Warszawskiego AK), a także Jan Władymirski (bojowiec z Batalionu AL im. Czwartaków).
Ocalali lekarze, studenci i pielęgniarki ze Szpitala Karola i Marii wzmocnili personel Szpitala Wolskiego i dzielili jego powstańcze losy. 20 października 1944, na osiem dni przed ostateczną ewakuacją Szpitala Wolskiego, personel Szpitala Karola i Marii został wywieziony pociągiem towarowym do Włodzimierzowa koło Piotrkowa Trybunalskiego. W położonym w pobliskim lesie budynku pracownicy szpitala zorganizowali placówkę medyczną, która funkcjonowała aż do 20 października 1945. Po jej likwidacji personel Szpital Karola i Marii powrócił do stolicy i podjął pracę w Domu Matki i Dziecka przy ul. Przybyszewskiego 13 na Bielanach. Szpitalny kompleks przy ul. Leszno nie został nigdy odbudowany. W 1947 roku Szpital Karola i Marii wznowił działalność w budynku przy ul. Działdowskiej, wyposażonym przez szwajcarską organizację społeczną „Don Suisse” . Trzy lata później jego nazwę zmieniono na Państwowy Szpital Kliniczny nr 3.

## Upamiętnienie

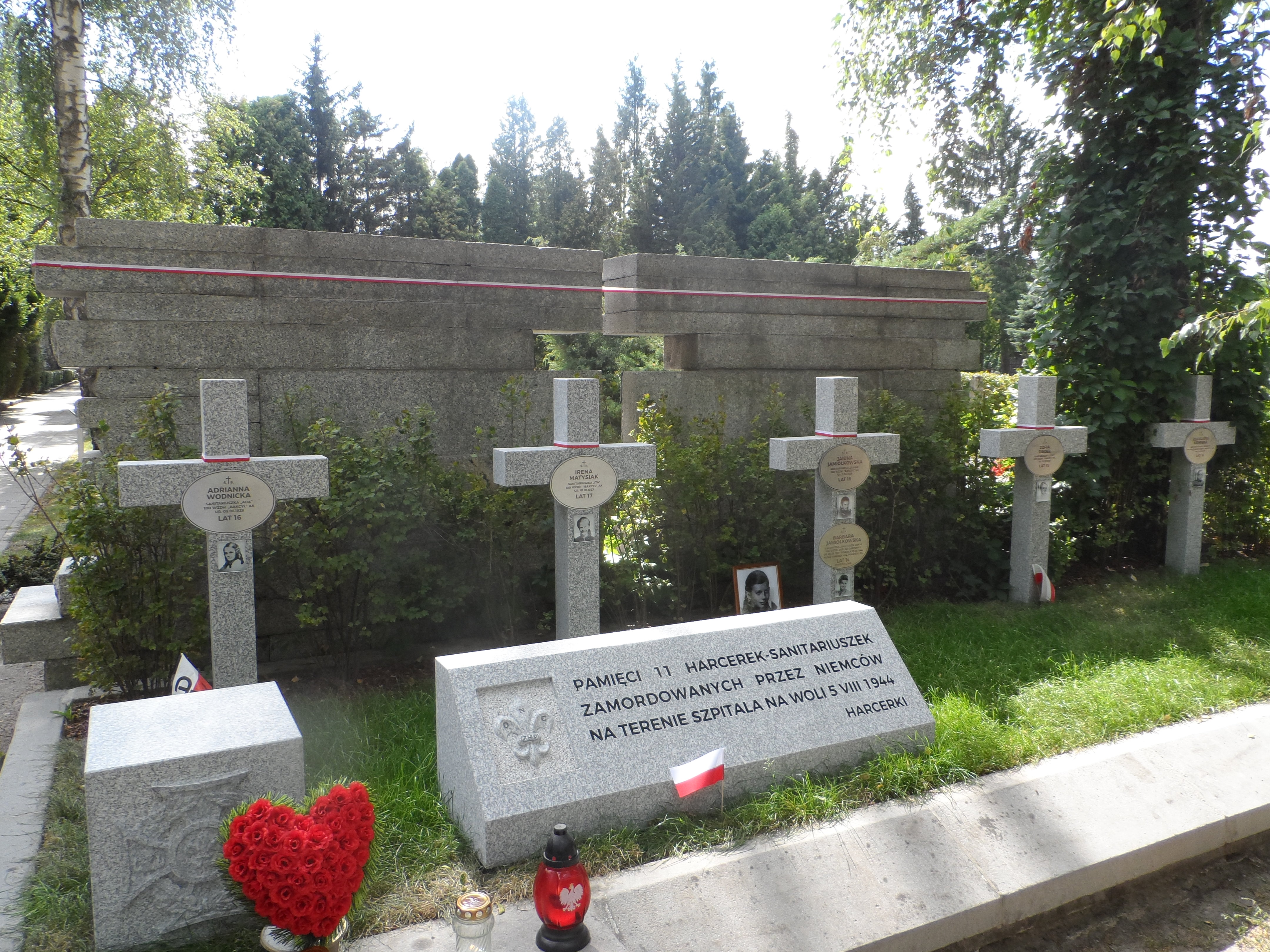
Groby sanitariuszek z drużyny harcerskiej im. Emilii Plater zamordowanych w Szpitalu św. Łazarza. Cmentarz Wojskowy na Powązkach

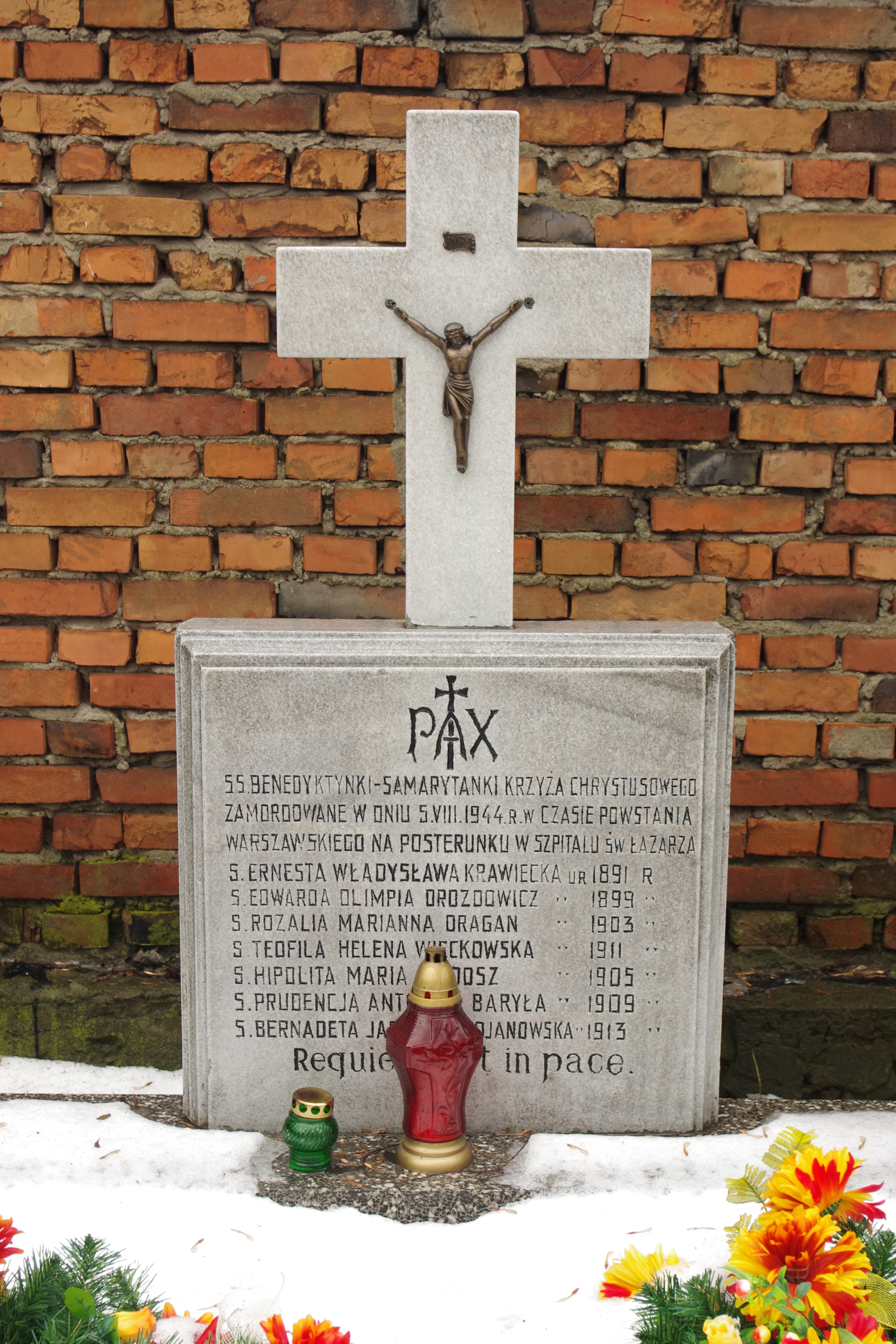
Grób ss. benedyktynek zamordowanych w Szpitalu św. Łazarza. Cmentarz Wolski

Pierwsza uroczystość upamiętniająca ofiary likwidacji Szpitala Wolskiego odbyła się 5 sierpnia 1945, tj. w pierwszą rocznicę rzezi Woli. Tego dnia ze szpitala przy ul. Płockiej wyszedł pochód prowadzony przez trzech ocalałych z rzezi pracowników szpitala – lekarzy Stefana Wesołowskiego i Leona Manteuffla oraz studenta Jana Napiórkowskiego. Nieśli oni drewniany krzyż, który został wkopany na miejscu straceń przy ul. Górczewskiej (nieopodal wiaduktu kolejowego). Nabożeństwo żałobne odprawili wówczas ks. Bernard Filipiuk i ks. Marian Chwilczyński – obaj ocaleni z przeprowadzanych w tym miejscu egzekucji. Corocznie 5 sierpnia w kaplicy Instytutu Gruźlicy i Chorób Płuc odprawiana jest msza w intencji pomordowanych. Następnie odbywa się apel poległych, po czym uczestnicy uroczystości udają się pochodem na miejsce pamięci przy ul. Górczewskiej.
Uchwałą Prezydium Krajowej Rady Narodowej z 31 lipca 1946 na wniosek Rady Zakładowej Szpitala Wolskiego w Warszawie zostali odznaczeni pośmiertnie Srebrnym Medalem Zasłużonym na Polu Chwały „pracownicy Szpitala Wolskiego, rozstrzelani na terenie szpitala przez hitlerowców w dniu 5 sierpnia 1944”.
Zbrodnie dokonane przez Niemców w szpitalach wolskich zostały upamiętnione w następujących miejscach:
- ul. Górczewska 32 (przy skrzyżowaniu z al. Prymasa Tysiąclecia) – ośmiometrowy stalowy krzyż oraz kilkanaście tablic upamiętniają tysiące ofiar zamordowanych w tym rejonie w czasie rzezi Woli, w tym 360 pacjentów i pracowników Szpitala Wolskiego[242].
- ul. Karolkowa 49 – niewielki ogrodzony placyk przylegający do kościoła i klasztoru oo. redemptorystów znany jest od 2000 roku jako plac Męczenników Warszawskiej Woli. Znajduje się tam szereg pamiątkowych tablic poświęconych mieszkańcom dzielnicy zamordowanym w sierpniu 1944. Trzy tablice upamiętniają odpowiednio: zamordowanych pracowników Szpitala Wolskiego, harcerki z patrolu sanitarnego Obwodu AK „Wola” zamordowane w Szpitalu św. Łazarza, ss. benedyktynki zamordowane w Szpitalu św. Łazarza[243].
- ul. Karolkowa 56 – tablica projektu Karola Tchorka, zainstalowana na ścianie budynku Zespołu Szkół Specjalnych nr 101, upamiętnia ofiary masakry w Szpitalu św. Łazarza (do 2015 roku owa tablica znajdowała się na ścianie domu przy ul. Karolkowej 53). W 1993 roku przy pobliskim chodniku odsłonięto dodatkowo granitową płytę poświęconą zamordowanym harcerkom z patrolu sanitarnego Obwodu AK „Wola”[p][244][245].
- ul. Leszno 30 – tablica projektu Karola Tchorka, zainstalowana w 1968 roku na zrekonstruowanym fragmencie muru, upamiętnia ofiary masakry w Szpitalu Karola i Marii[246][247].
- ul. Płocka 26 – niewielki pomnik oraz dwa pamiątkowe głazy, odsłonięte w 1989 roku przed budynkiem Instytutu Gruźlicy i Chorób Płuc, upamiętniają pacjentów i pracowników Szpitala Wolskiego zamordowanych 5 sierpnia 1944. Ofiary masakry upamiętnia także tablica znajdująca się wewnątrz budynku[248][249].
- ul. Wolska 37 – tablica projektu Karola Tchorka, wmurowana we frontową ścianę budynku, upamiętnia ofiary mordów dokonanych przez Niemców na terenie Szpitala Zakaźnego św. Stanisława. Na podwórzu szpitala znajduje się jeszcze jedna tablica pamiątkowa, poświęcona dwóm młodocianym powstańcom powieszonym przez Niemców wkrótce po zajęciu szpitala (tablica podaje błędną datę 9 września)[250][251].
- ul. Żytnia 39 – tablica na frontowej ścianie budynku, wmurowana w 1989 roku, upamiętnia Zofię Szlenkier, założycielkę Szpitala Karola i Marii, oraz pacjentów i pracowników szpitala zamordowanych w czasie powstania warszawskiego[252].

Przez lata w gmachu Stołecznego Szpitala Dermatologicznego przy ul. Leszno 15 (rozebrany w 2009)  znajdowała się tablica poświęcona pracownikom Szpitala św. Łazarza poległym i pomordowanym w czasie II wojny światowej, w tym w powstaniu warszawskim.
W kwaterze powstańczej na Cmentarzu Wojskowym na Powązkach znajdują się groby jedenastu harcerek z patrolu sanitarnego Obwodu AK „Wola” zamordowanych w Szpitalu św. Łazarza. Z kolei groby zamordowanych w tym szpitalu sióstr benedyktynek znajdują się na Cmentarzu Wolskim.